# Castel Béranger
Vous lisez un « bon article » labellisé en 2021.
Pour les articles homonymes, voir Béranger.
Le Castel Béranger est un immeuble d'habitation Art nouveau dont l'entrée principale se situe 14 rue Jean-de-La-Fontaine dans le 16e arrondissement de Paris.
Premier immeuble de rapport à loyer modéré édifié dans ce style à Paris, il est entièrement conçu et supervisé entre 1895 et 1898 par Hector Guimard (1867-1942) qui, s'inspirant des principes rationalistes d'Eugène Viollet-le-Duc comme des innovations esthétiques de Victor Horta, en retire une notoriété immédiate.
Les façades du Castel Béranger, asymétriques, affichent des retraits, des saillies, des jeux de matériaux, de couleurs et de formes dont certains soulignent les agencements intérieurs. La fantaisie créatrice de Guimard se signale en outre par l'emploi et le dessin inédit des ornements de ferronnerie et des vitraux. Mais elle éclate plus encore à l'intérieur du bâtiment : l'architecte, conformément à l'idéal qui fonde l'Art nouveau et usant beaucoup de l'arabesque, imagine dans ses moindres détails la décoration, des parties communes aux appartements, tout en cherchant à rationaliser les espaces.
L'ensemble compte alors 36 logements pas très grands, tous différents, parmi lesquels, au 6e étage, quatre ateliers d'artistes occupés entre autres par les peintres Paul Signac, Jeanne Selmersheim et l'architecte-décorateur Tony Selmersheim. Le coureur cycliste Robert Reboul y a habité également. Si le Castel Béranger déroute le public par son aspect, il remporte dès son achèvement le premier concours de façades de la ville de Paris. Il contribue surtout à lancer dans la capitale l'architecture Art nouveau et ce que son créateur nommait le « style Guimard ».
Un siècle après sa construction, le Castel Béranger est devenu une copropriété. Classé monument historique en 1992, il ne se visite pas.

## Description du bâtiment
Le Castel Béranger est une résidence privée dont est visible l'extérieur, y compris côté cour, et ce qui peut être aperçu du vestibule à travers le portail.
D'une surface au sol totale de 700 m2, il se compose de deux édifices parallèles en gros rectangulaires, situés l'un derrière l'autre : le premier, longeant au sud-est la rue Jean-de-La-Fontaine, dissimule le second, qui lui est relié par un étroit corps de logis côté nord-est, tandis que la cour tout en longueur qui les sépare ouvre au sud-ouest sur l'impasse hameau Béranger — d'où le nom que prend l'ensemble après sa construction. Les trois bâtiments s'élèvent sur six étages.
Le peintre Paul Signac a décrit ainsi le Castel pour La Revue blanche du 15 février 1899 : « C'est un très moderne immeuble de rapport à trois corps contenant une quarantaine d'appartements. Sa façade, au lieu d'être l'habituel rectangle, percé d'ouvertures symétriques, est multiple : la brique rouge ou émaillée, la pierre blanche, le grès flammé, la meulière s'y disposent en pans inégaux et en teintes variées sur lesquels grimpent, teintés d'un unique bleu-vert, le fer et la fonte des balcons, des bow-windows, des ancres de chaînage, des tuyaux, des chéneaux, et les boiseries, d'une teinte identique, mais à un ton plus clair. La porte d'entrée en cuivre rouge étincelle. »
La façade sur la rue Jean-de-La-Fontaine n'est en effet pas symétrique, ni vraiment plane, ni uniforme, ce qui semble la diviser en différents pans élancés, certains terminés par des linteaux triangulaires. Le rez-de-chaussée et le premier étage sont en pierre de taille claire, ainsi qu'une partie à gauche légèrement saillante ; le reste est en meulière, ou en brique rouge pour le pan de droite plus enfoncé et le sixième étage. Oriels, balcons aux rambardes ouvragées, hippocampes ornant les ancres de chaînage, sont irrégulièrement disséminés sur la façade et plusieurs linteaux de fenêtres surmontés d'un arc. Au cinquième étage, dans l'angle sud-est lui-même en retrait, se creuse une petite loggia carrée,,.
Le portail d'entrée principal, inscrit dans un arc de cercle et encadré de deux colonnes sculptées, associe des plaques de cuivre poli et des arabesques en fer forgé turquoise, au travers desquelles se laisse entrevoir le vestibule tapissé de panneaux de grès vernissé et flammé dont les teintes oscillent du vert au cuivré,,.

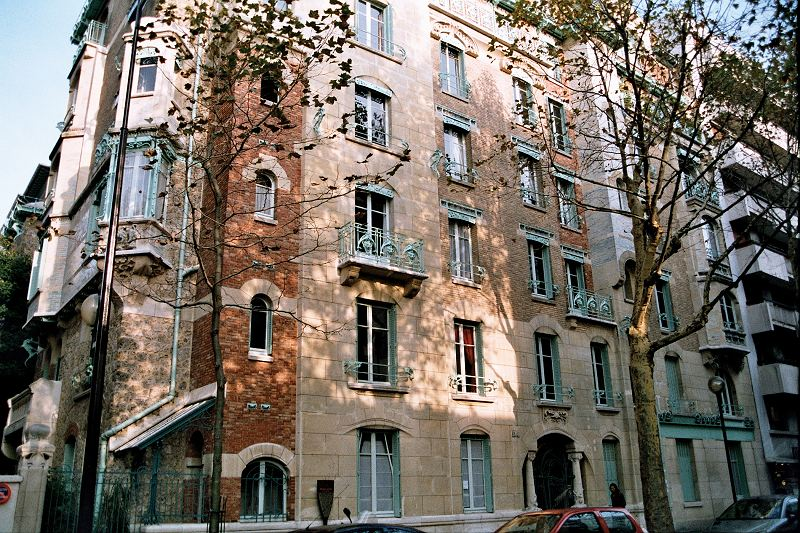
Façade rue Jean-de-La-Fontaine, à l'angle du hameau Béranger.
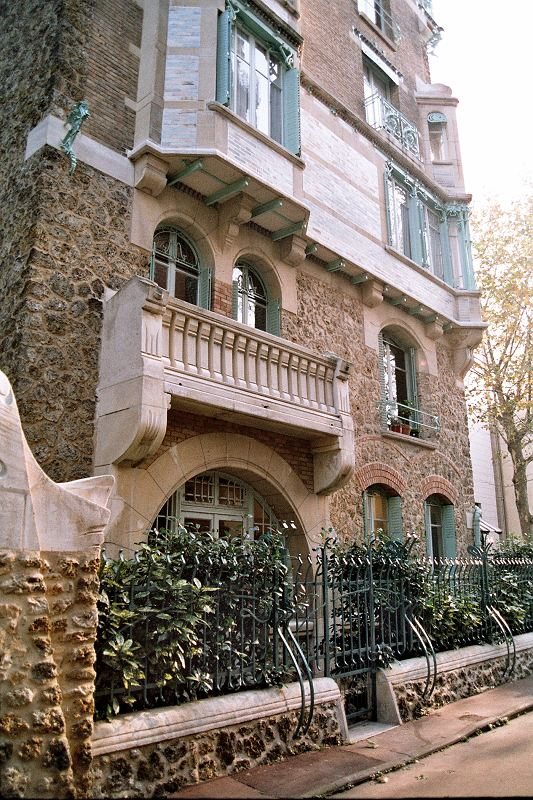
Façade latérale, hameau Béranger.
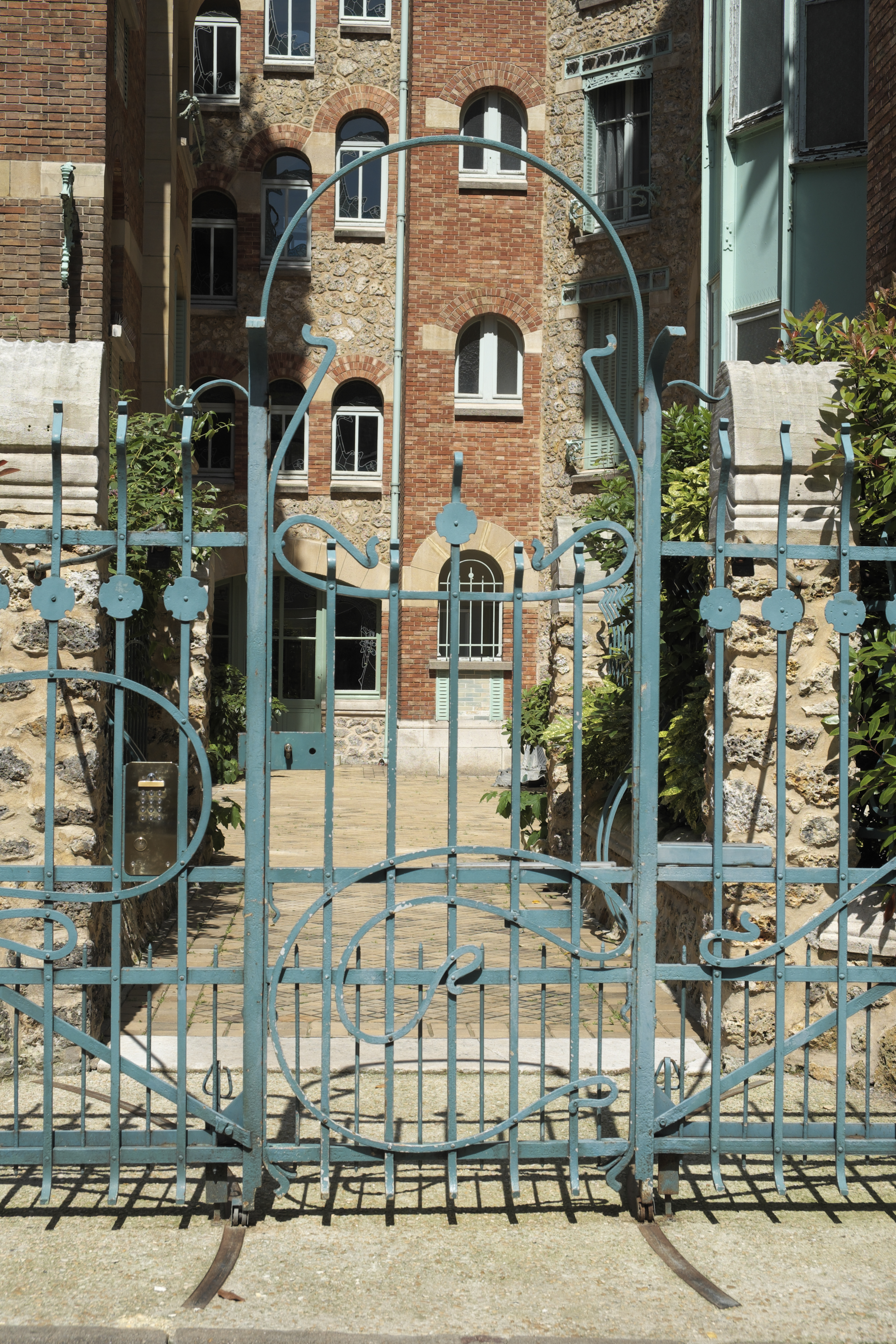
Cour intérieure, hameau Béranger.
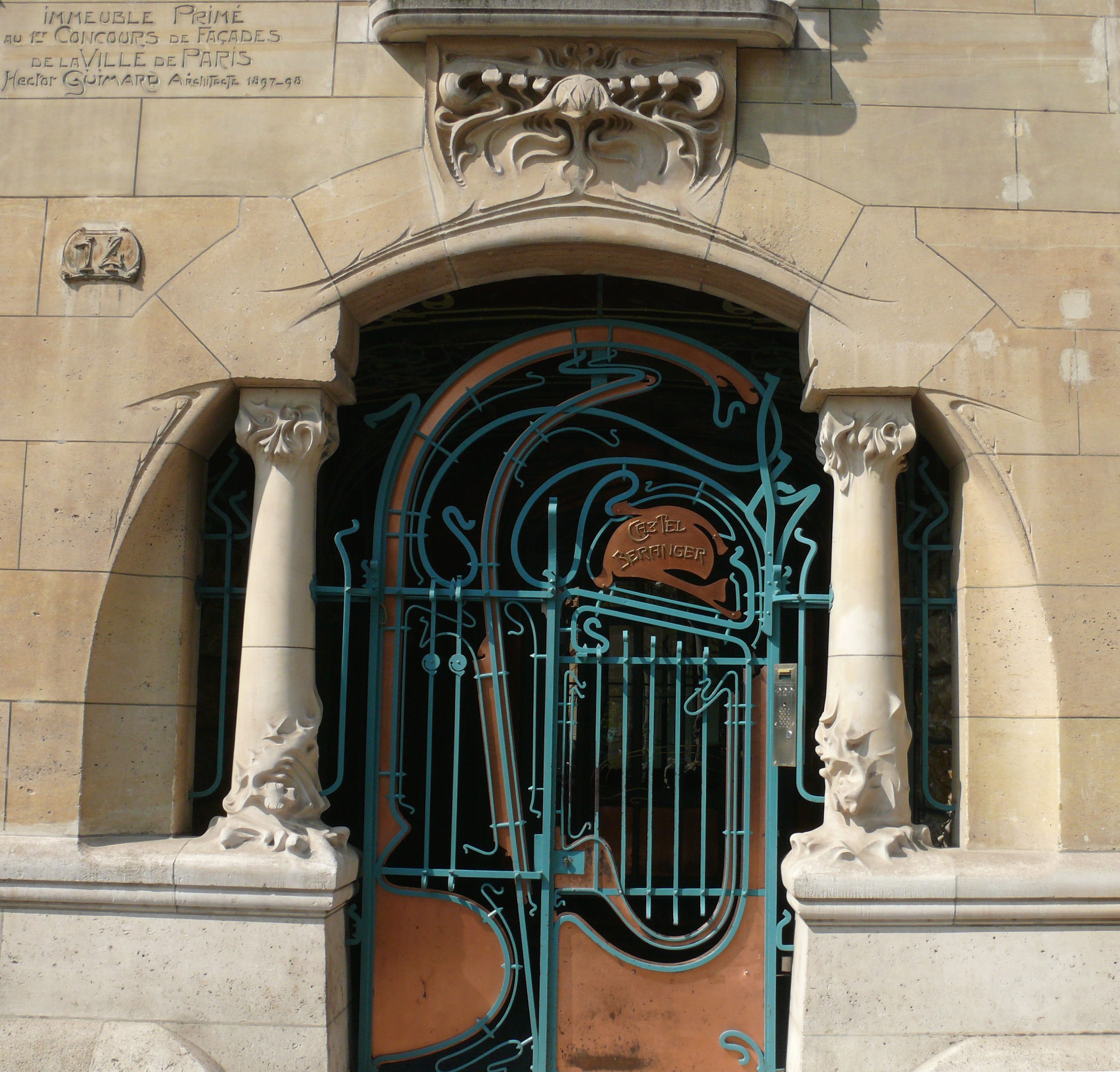
Portail principal, rue Jean-de-La-Fontaine.

Les deux façades latérales du hameau Béranger, où dominent la meulière et la brique, sont également asymétriques, avec des encorbellements variés, et longées par une grille rompue de quelques arabesques. Celle-ci permet de voir au fond la brique rouge du petit bâtiment nord-est, percée de fenêtres en escalier, tandis que les deux façades donnant sur la cour intérieure offrent plusieurs décrochements, dont une partie en métal saillante comme une tour. « La nuit, assure l'historien d'art Georges Vigne, lorsque s'éclairent les fenêtres donnant sur la cour intérieure, l'immeuble devient un véritable décor de théâtre, constamment changeant, la lumière détaillant une multitude de motifs. »

## Historique de la construction
La conception et la réalisation du Castel Béranger peuvent être retracées dans les grandes lignes grâce entre autres aux archives d'Hector Guimard, conservées pour la plupart au musée d'Orsay. Le chantier lancé à l'automne 1895 dure environ deux ans et demi : l'architecte-décorateur, en véritable maître d'œuvre, travaille sans relâche aux divers aménagements, sa frénésie novatrice se révélant surtout à l'intérieur.

### Naissance du projet
Hector Guimard, âgé de vingt-sept ans, est encore inconnu lorsqu'il se voit confier la charge d'ériger un immeuble de rapport dans le 16e arrondissement de Paris.
Au milieu des années 1890, Hector Guimard — passé par les Beaux-Arts après l'école des arts décoratifs où il a également enseigné — a à son actif, comme réalisations architecturales, une salle de café-concert, le petit pavillon de l'électricité à l'Exposition universelle de 1889 et plusieurs villas ou hôtels particuliers du quartier d'Auteuil,. C'est sans doute par l'intermédiaire de leurs propriétaires (les Roszé, Jassedé, Delfau), ou encore de la veuve du sculpteur Jean-Baptiste Carpeaux, qu'il est introduit dans la communauté bourgeoise catholique de ce coin du 16e arrondissement, où il réside, et qu'il fait la rencontre d'Élisabeth Fournier (1835-1923), une veuve cherchant à investir dans l'immobilier locatif,.
Auteuil ne s'embourgeoise véritablement qu'une dizaine d'années plus tard, avec l'arrivée d'une ligne de métro : en cette toute fin du XIXe siècle, le quartier abrite encore des ouvriers, des artisans, des commerçants, et les boutiques y voisinent avec des entrepôts ou des fabriques,. Élisabeth Fournier y a acquis, à l'angle de rue Jean-de-La-Fontaine et du hameau Béranger, une parcelle de terrain à bâtir prise sur l'ancien parc du château de la Tuilerie. Visant la classe moyenne, elle souhaiterait compenser par le nombre de logements construits la relative modicité des loyers,.
Le 19 février 1895 est déposé à la préfecture de la Seine un premier projet peut-être encore d'inspiration néogothique,. Suit le 27 juin une seconde demande, qui concerne un triple immeuble de rapport comptant 36 logements et s'accompagne de plans datés du mois de mars.

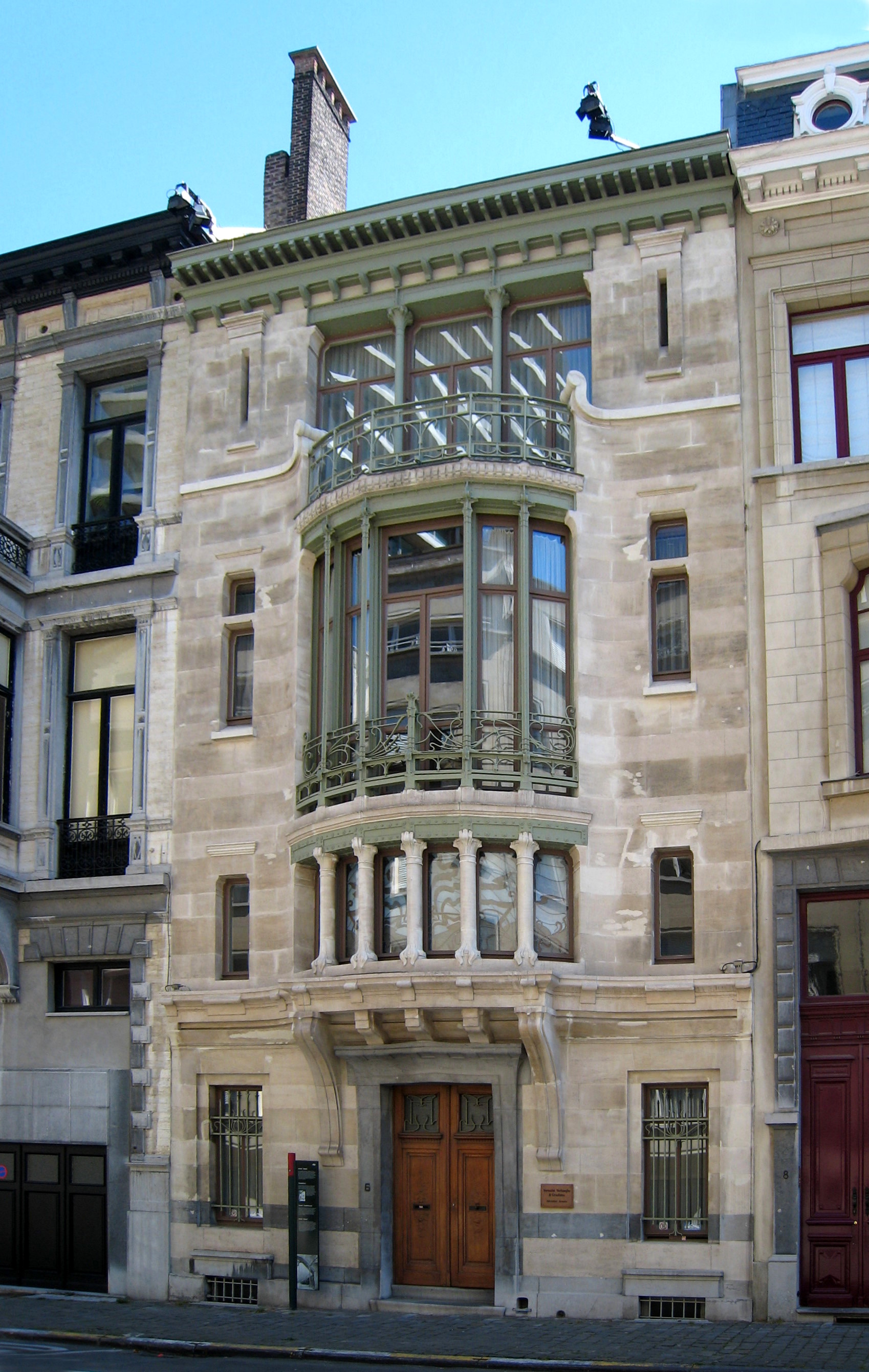
L'hôtel Tassel à Bruxelles, œuvre de Victor Horta.

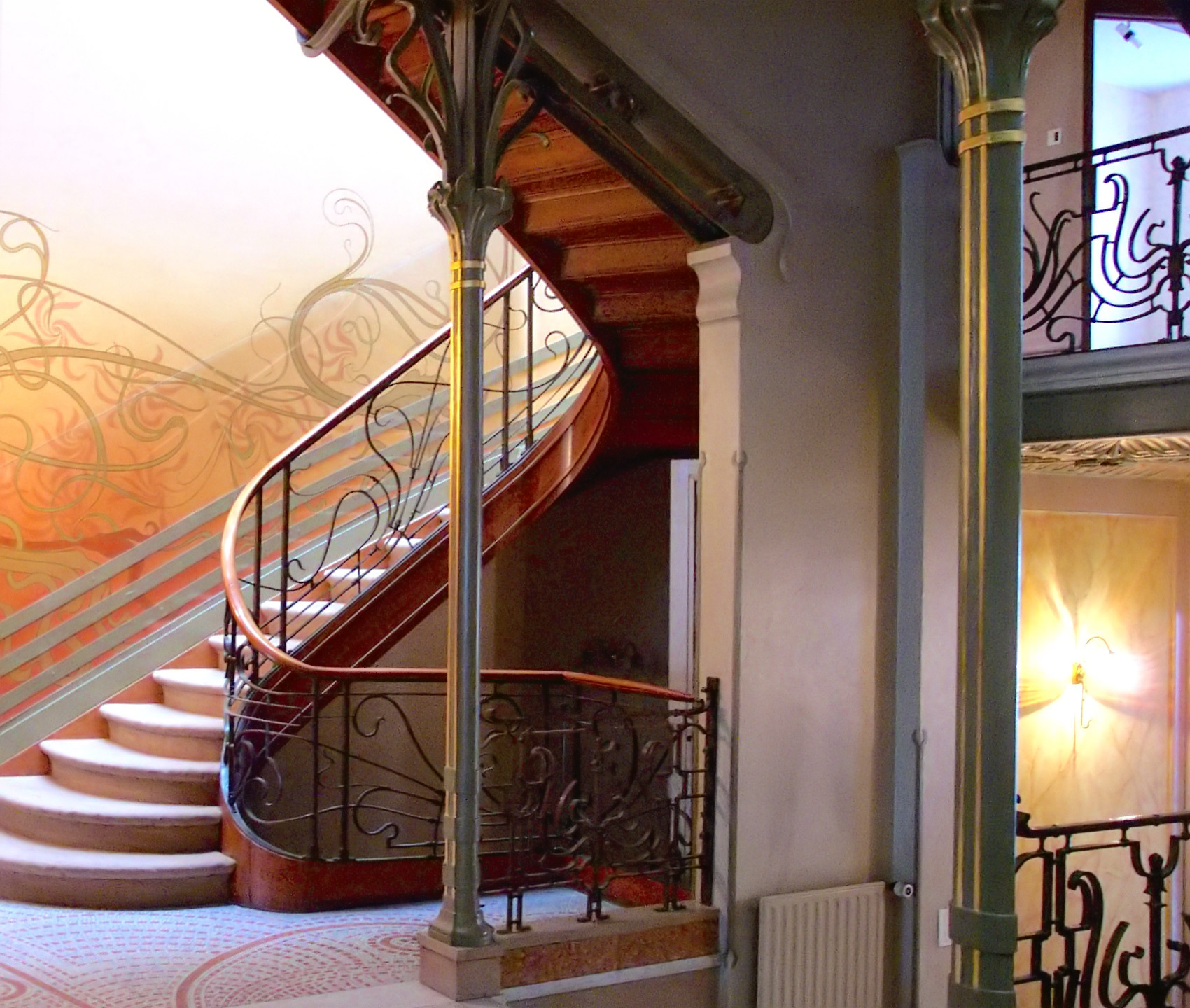
Escalier de l'hôtel Tassel.

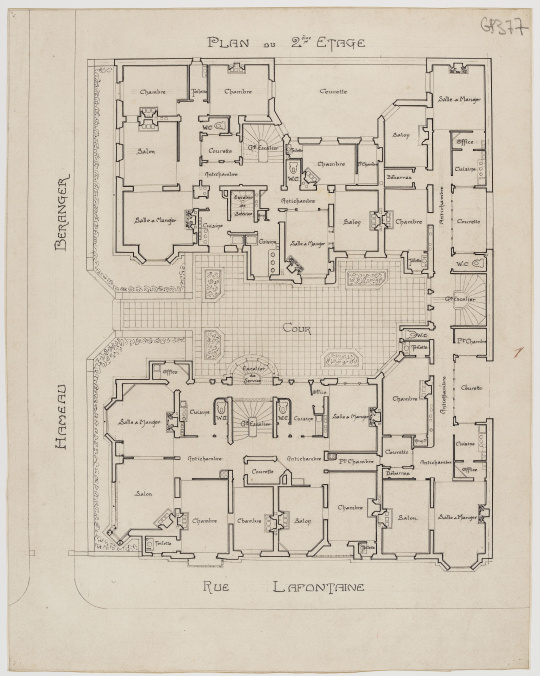
Plan du deuxième étage, encre sur papier, musée d'Orsay.
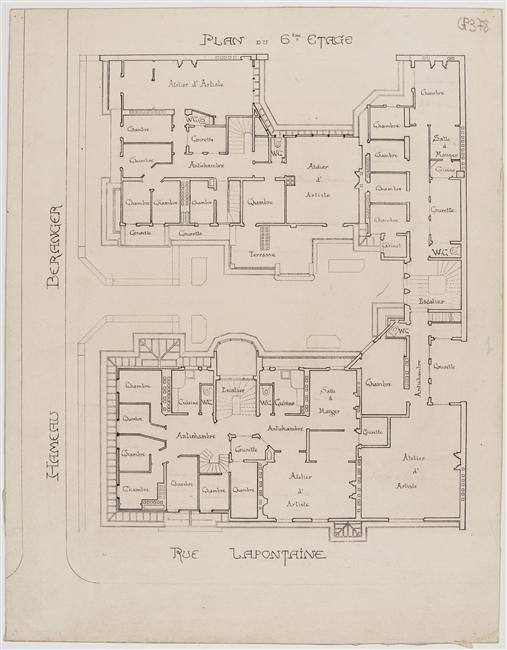
Plan du sixième étage, encre sur papier, musée d'Orsay.

En attendant la validation des services de voirie, Guimard surveille son chantier de l'école du Sacré-Cœur, avenue de La Frillière, et celui du second étage de l'atelier Carpeaux, boulevard Exelmans.
Au cours de l'été, répondant grâce à une bourse d'études gagnée peu avant à une invitation de l'architecte-décorateur Gustave Serrurier-Bovy, il effectue à Liège et à Bruxelles, « berceau de la nouvelle esthétique », un voyage qui — après l'Angleterre, ses cottages et les productions du mouvement Arts and Crafts — va être « son chemin de Damas ». Il y rencontre en effet Paul Hankar, découvre les envois du groupe de Glasgow mené par Charles Rennie Mackintosh : mais les travaux de Victor Horta (1861-1947) surtout constituent pour lui une révélation, en particulier la façade aux oriels arrondis et la décoration intérieure luxuriante de l'hôtel Tassel, qu'il prend en photo, et dont il entend bien tirer parti.
Le 16 septembre 1895 est délivré le permis de construire de ce qui s'appelle encore sur le papier le « Castel Fournier » et pour lequel la veuve a donné carte blanche à son architecte.

### Évolution et réalisation
De retour à Paris, Hector Guimard modifie sensiblement le projet de son nouvel immeuble sans toutefois toucher à sa structure,.
Il n'est plus temps de bouleverser les plans d'ensemble avalisés par la préfecture : l'ossature du bâtiment et l'organisation de ses volumes resteront conformes à la demande déposée en juin. En revanche, quitte à convaincre sa commanditaire d'investir un peu plus, le jeune architecte va laisser libre cours à sa fantaisie créatrice pour les ornements des façades et les décors intérieurs.

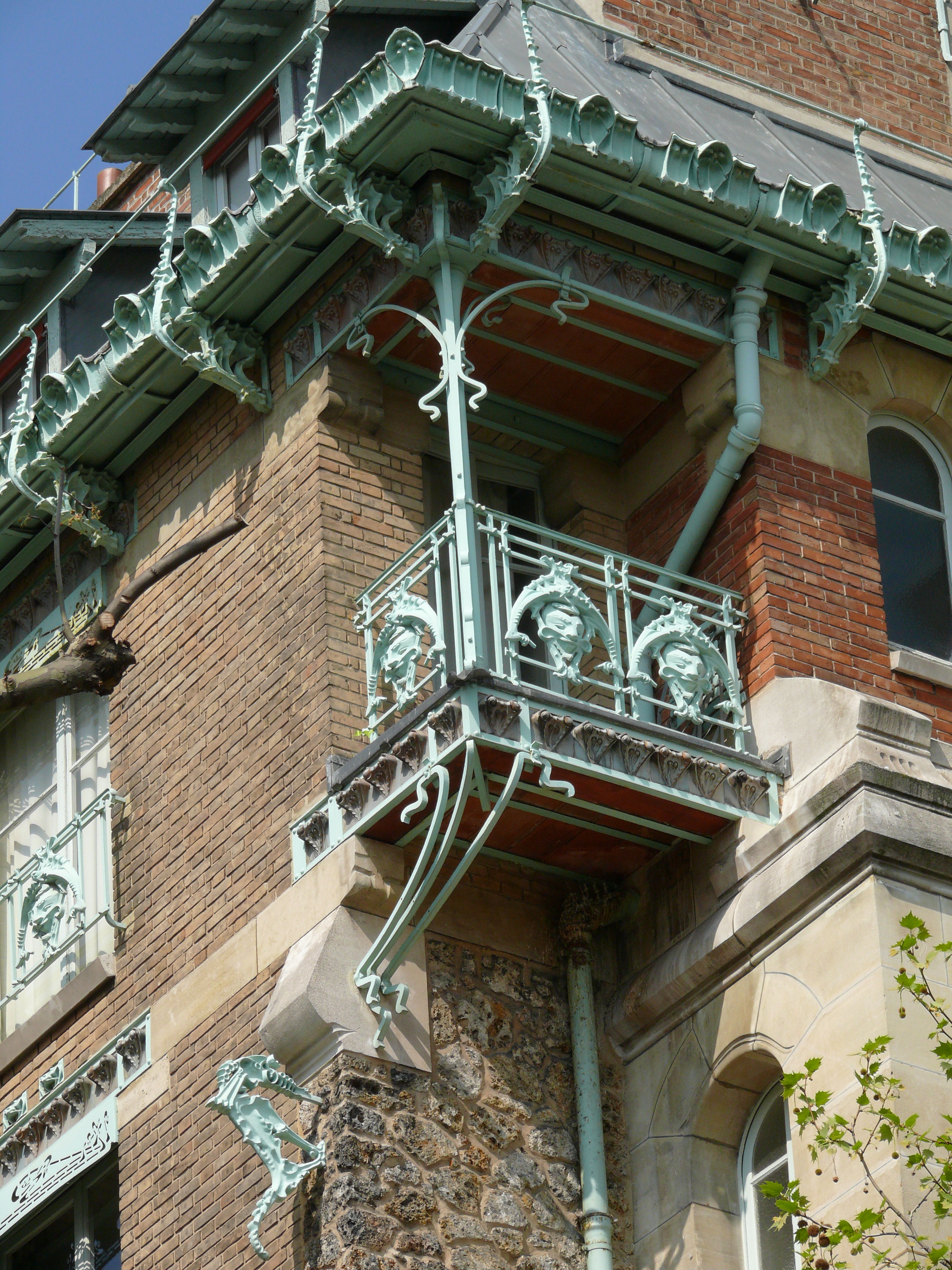
Angle sud-ouest et loggia : pierre de taille, meulière, brique beige ou rouge, fer forgé.

Ceux-ci vont être élaborés simultanément au fur et à mesure qu'avance le gros œuvre, entamé dès réception du permis de construire et achevé en décembre de l'année suivante : encorbellements et cheminées sont ainsi dessinés au printemps 1896, ajouts extérieurs du dernier étage et entourages de portes durant l'été. Fin 1896, plusieurs appartements sont déjà prêts mais la décoration du vestibule et des cages d'escalier est encore à l'étude. Au printemps 1897, alors que des travaux de revêtement (sols, murs) ou d'ornementation (vitraux, quincaillerie) se poursuivent dans les parties communes et certains intérieurs, 25 logements sur 36 sont déjà loués.
S'agissant des matériaux de construction, la pierre de taille nécessaire aux soubassements s'impose aussi pour la façade de la rue Jean-de-La-Fontaine, la plus cossue ; sur cour et côté impasse règnent, parce que plus économiques, la meulière et la brique,. Celle-ci, rouge, grise ou émaillée de tons verts, bleus et roses, est utilisée là où elle ne peut fragiliser l'édifice (parties hautes, avant-corps),. Comme beaucoup d'architectes de l'Art nouveau en Europe, Guimard a à cœur de mêler également dans les appartements et les parties communes divers matériaux plus ou moins « nobles » — fonte, bronze, tôle, fer forgé, martelé, cuivre, laiton, brique, céramique, grès flammé, porcelaine, vitrail, bois — et d'en exploiter qui sont d'invention récente, tels le lincrusta tiré du linoleum par Frederick Walton en 1877, la brique de verre creuse mise au point en 1886 par l'ingénieur Gustave Falconnier,, ou encore le verre « américain » opalescent de Tiffany,,.
En accord avec un principe fondamental de l'Art nouveau et la conception qu'en a justement Victor Horta, le Castel Béranger est une œuvre d'art totale, dont l'architecte, se faisant décorateur, prend en charge le second œuvre,. En plus des grilles, frises ou garde-corps, d'une lanterne pour la cour, d'une fontaine avec son robinet, il a dessiné tout ce qui pouvait être orné à l'intérieur : murs du vestibule dont le grès flammé évoque une grotte ou un abysse, linteaux, frises et manteaux de cheminées également en grès flammé, rampes et tapis d'escaliers, mosaïques des sols, vitraux, lambris, papiers peints, fourneaux, lavabos, robinets, serrures, poignées de portes et de fenêtres, pitons de tringles, etc.,.
À part les cheminées, leurs miroirs et le mobilier de toilette, il ne crée pas de meubles pour les appartements puisque les locataires apporteront les leurs mais, soucieux de détails pratiques, installe dans le vestibule une cabine téléphonique, commodité très rare à l'époque, et invente un casier à courrier — perdu depuis. Ses nombreux dessins témoignent de sa productivité comme de sa méthode : laisser d'abord aller sans frein son imagination puis épurer peu à peu en rationalisant.

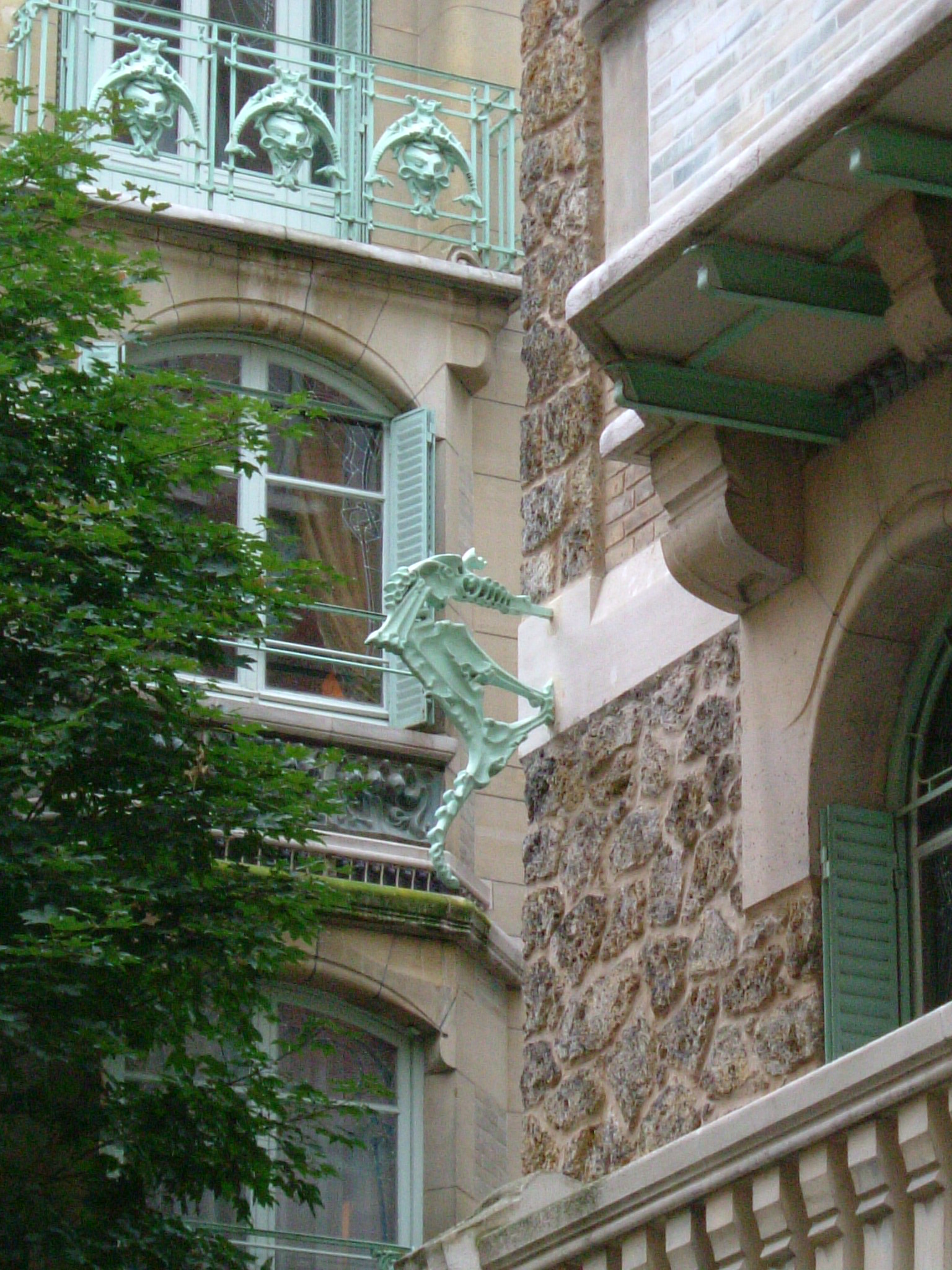
Hippocampe et masques en fer forgé.
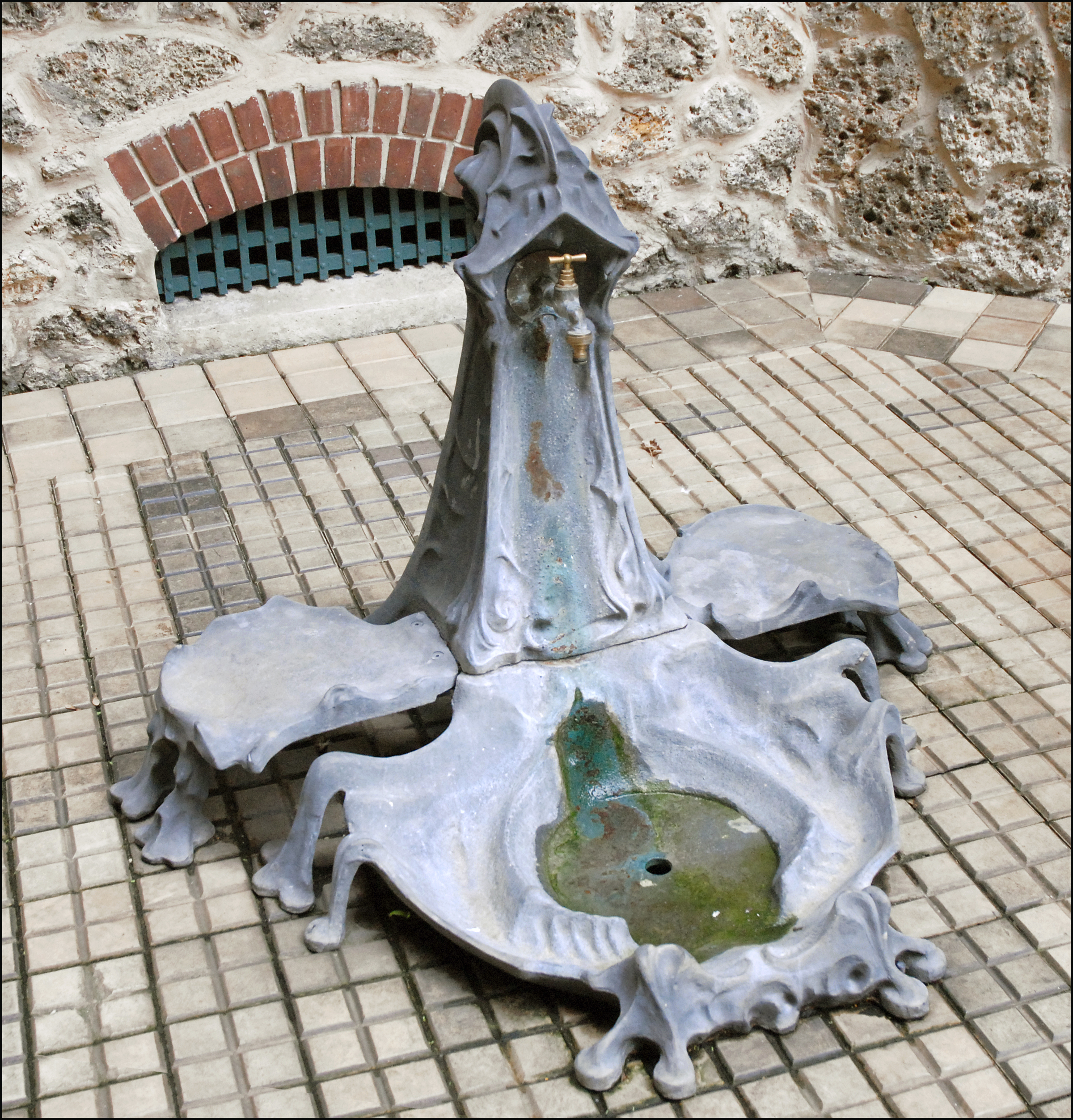
Fontaine de la cour intérieure.
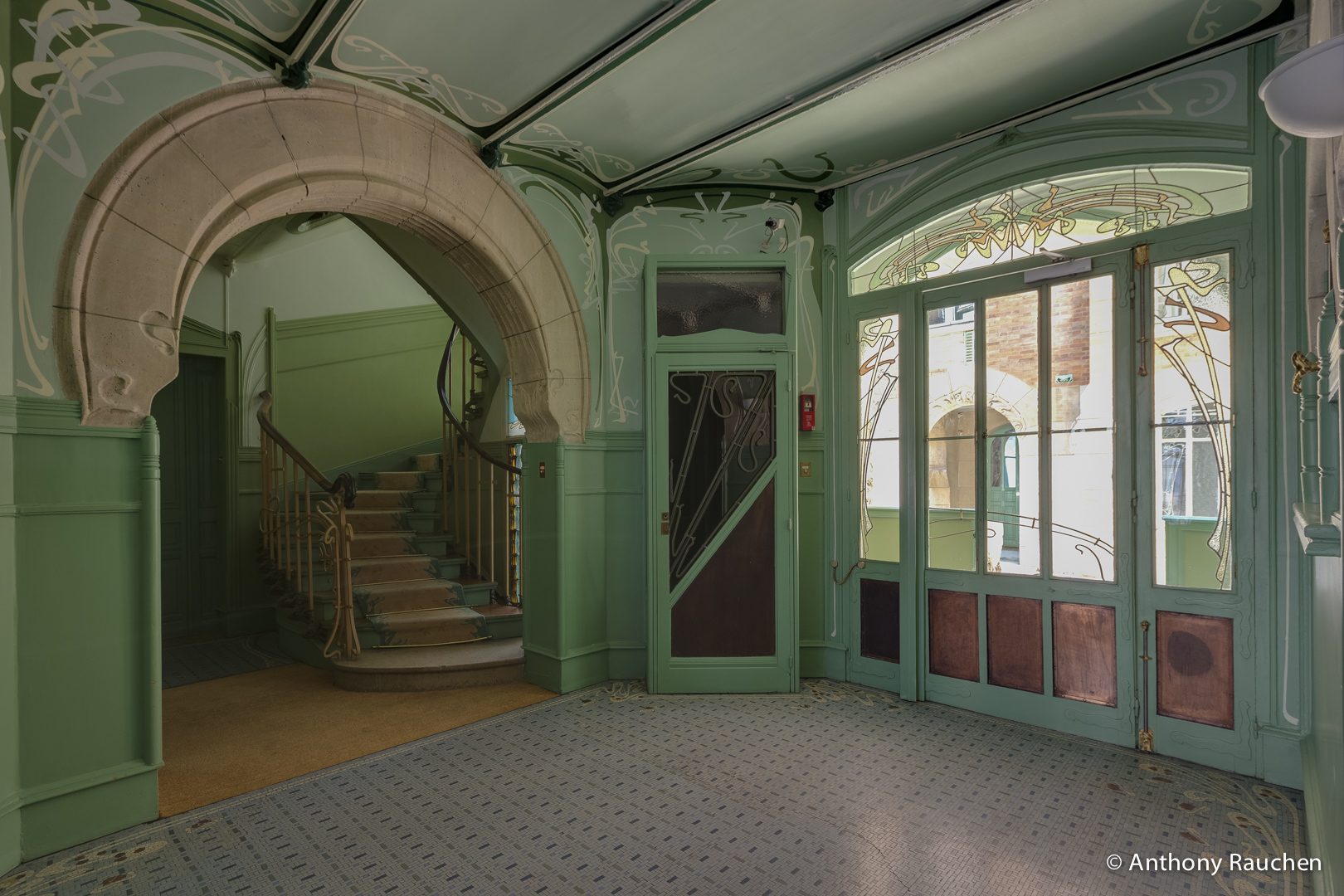
Hall principal avec sa cabine téléphonique.
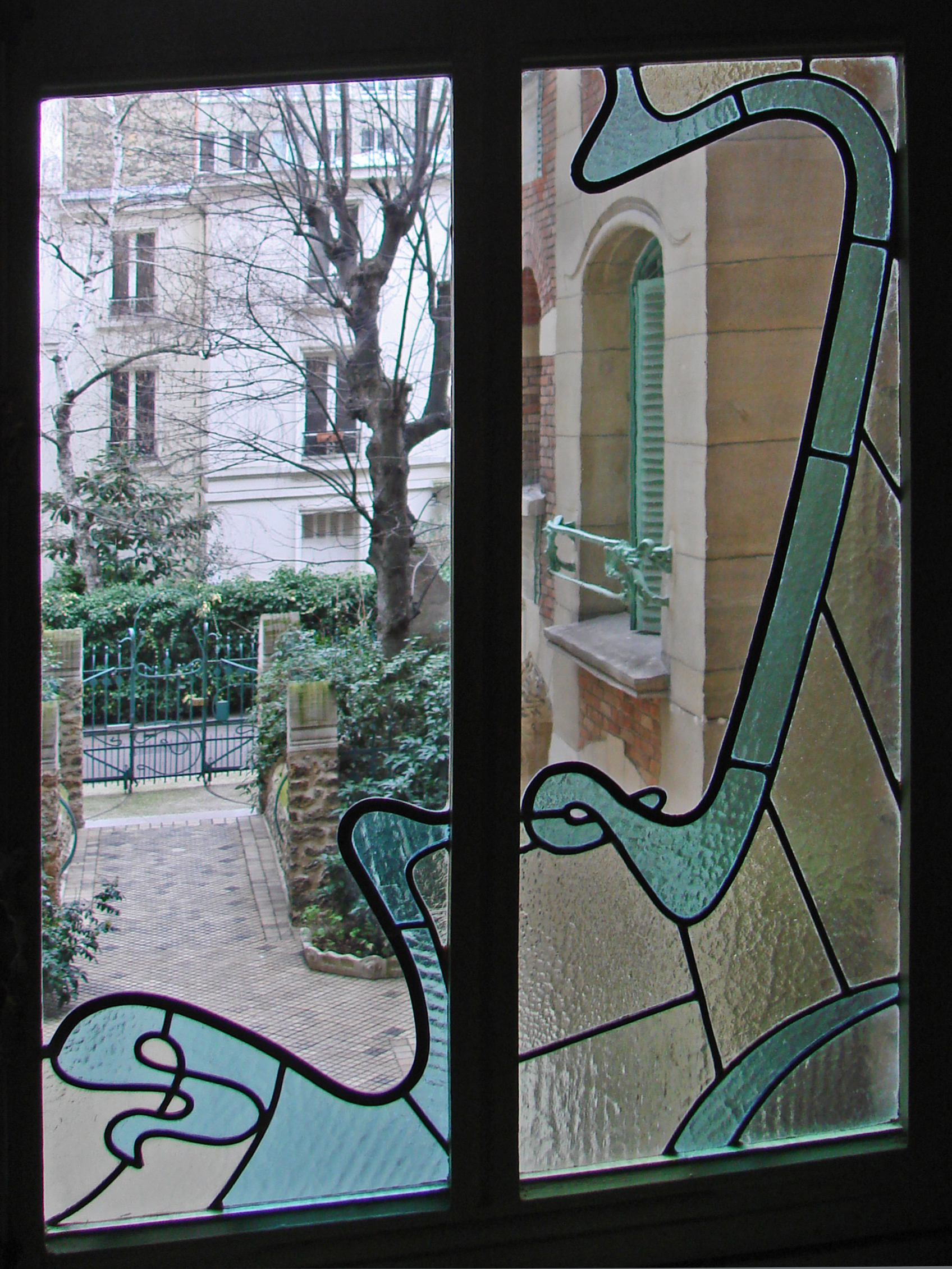
Fenêtre donnant sur la cour et le hameau.

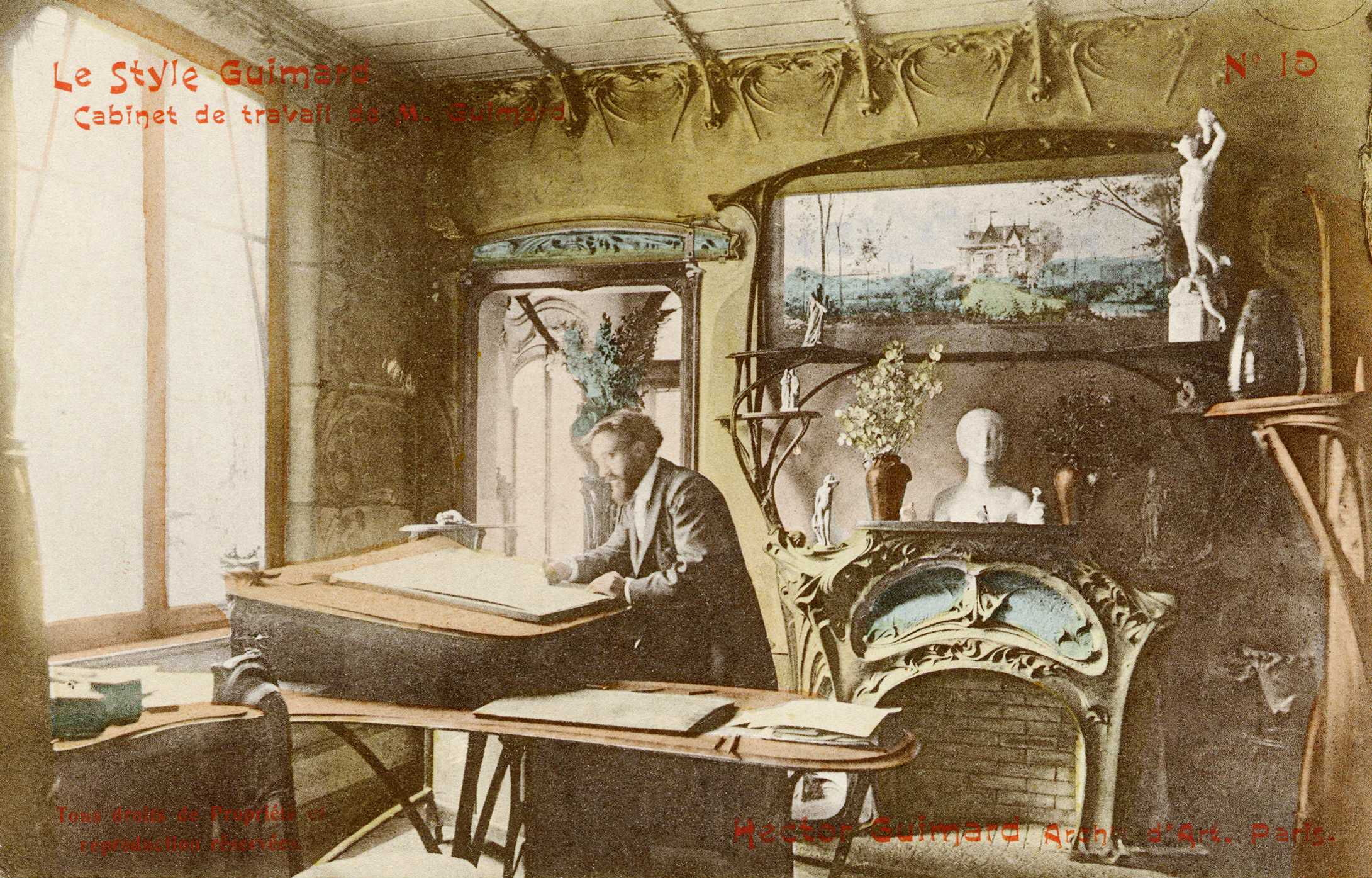
Hector Guimard dans son agence-atelier du Castel Béranger (vers 1900).

Le maître d'œuvre passe commande à une bonne trentaine d'entreprises, comme celles du fameux Alexandre Bigot pour les céramiques ou du sculpteur strasbourgeois Jean-Désiré Ringel d'Illzach pour les fontes de l'extérieur : hippocampes aux allures d'enseignes et, sur les rambardes des balcons, masques stylisés à l'effigie probable de l'architecte,,. Il reste que la production de la plupart des pièces de décor est contrôlée sur place dans ses ateliers : jusqu'en 1904 en effet, son agence est située dans l'angle du rez-de-chaussée, et il s'est réservé un logement en étage,,. Dans le courant de l'année 1898, le triple immeuble est entièrement terminé et occupé,.

## Aux fondements du «style Guimard»
« Très mûrement pensé, le Castel Béranger est […] l'expression de la fantaisie effervescente d'un architecte de trente ans alors pratiquement inconnu, désireux de se faire remarquer par une œuvre importante » : sa célébrité mais aussi son style datent de cet ouvrage, qui développe l'impératif Art nouveau d'un lien intime entre structure et ornement,.

### Héritier de Viollet-le-Duc
Tous les historiens d'art et d'architecture s'accordent à voir en Hector Guimard un continuateur d'Eugène Viollet-le-Duc.
D'une lecture approfondie du père de l'architecture moderne, Guimard a retenu — au-delà de quelques nouveautés architectoniques ou d'un goût pour le Moyen Âge présent ici dans la dénomination « Castel » — l'idée de moderniser les habitations en lien avec les principes fondamentaux du rationalisme, de faire renaître les arts décoratifs et apparaître à l'extérieur certains agencements intérieurs,,.
Dans les grandes lignes, estime l'historien de l'architecture et du patrimoine Jean-Michel Leniaud, les façades du Castel Béranger et en particulier celle de la rue Jean-de-La-Fontaine restent « marquées par les conceptions sévères de Viollet-le-Duc » : planéité, en dehors de quelques bow-windows, combles en bâtière, ouvertures en rectangle ou plein cintre, lucarnes, mélanges de quelques couleurs et appareils (pierre et brique, meulière et brique colorée). « La ligne droite a gardé ses droits, renchérit le conservateur du patrimoine Georges Vigne, bien que déjà animée par des retraits, des avancées ou des encorbellements ». L'historien de l'art Philippe Thiébaut, jugeant au contraire qu'on ne peut parler de planéité, insiste surtout sur l'asymétrie des façades du Castel, car c'est pour lui ce qui fait de ce bâtiment « l'une des applications les plus poussées des principes préconisés par Viollet-le-Duc » : celui-ci, rappelle-t-il, considérait la symétrie comme une simple habitude visuelle et non une condition de l'art.

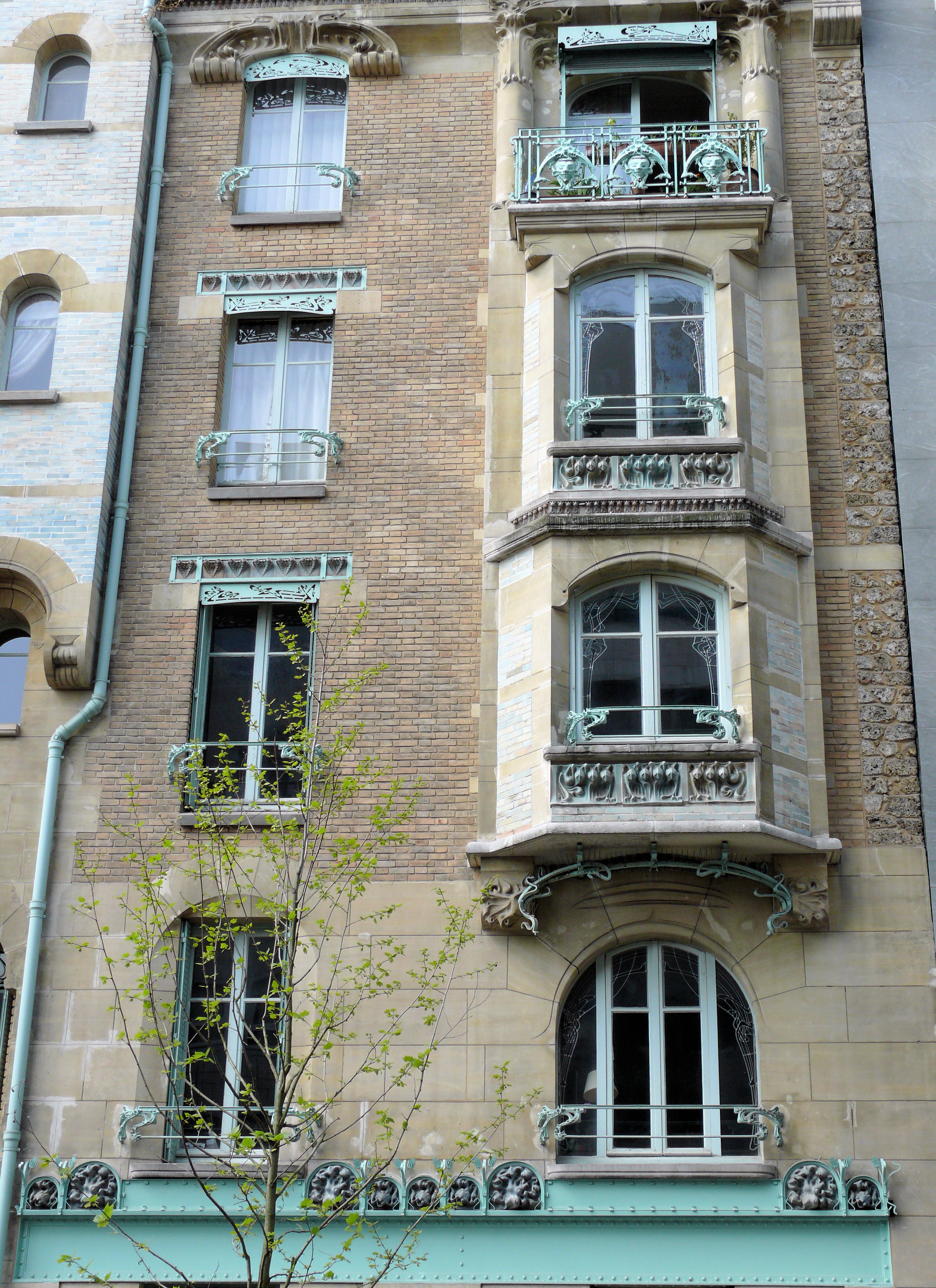
Bow-windows des salles à manger sur la rue.
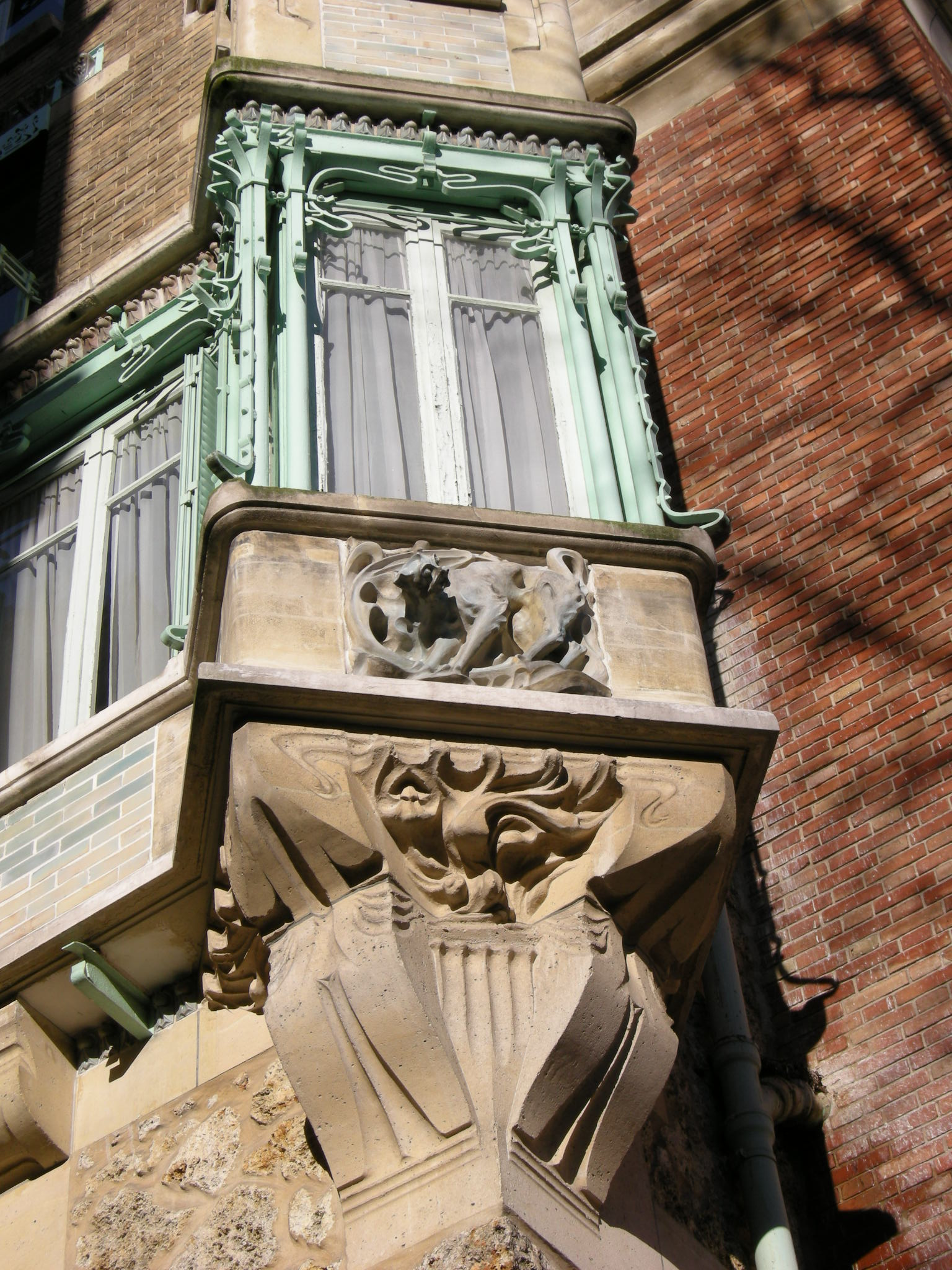
Échauguette à l'angle du deuxième étage.
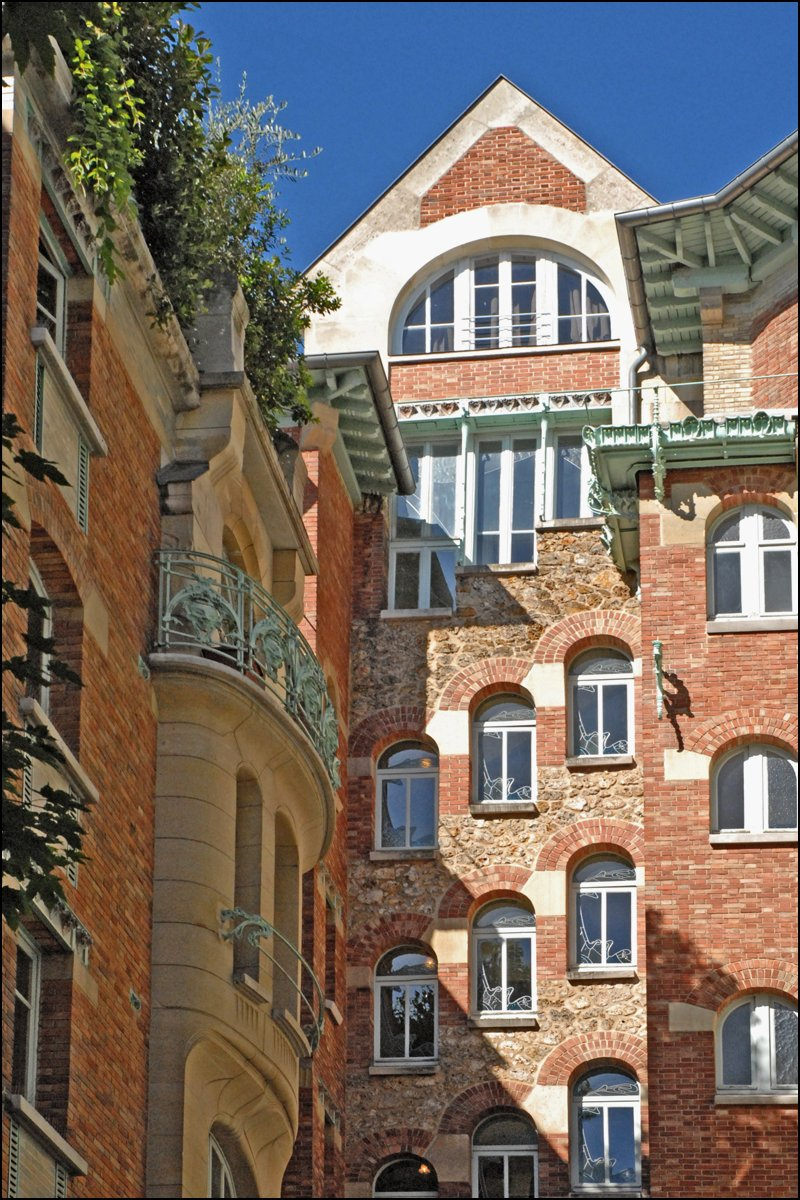
Bâtiment arrière (à gauche) et retour du fond de la cour.
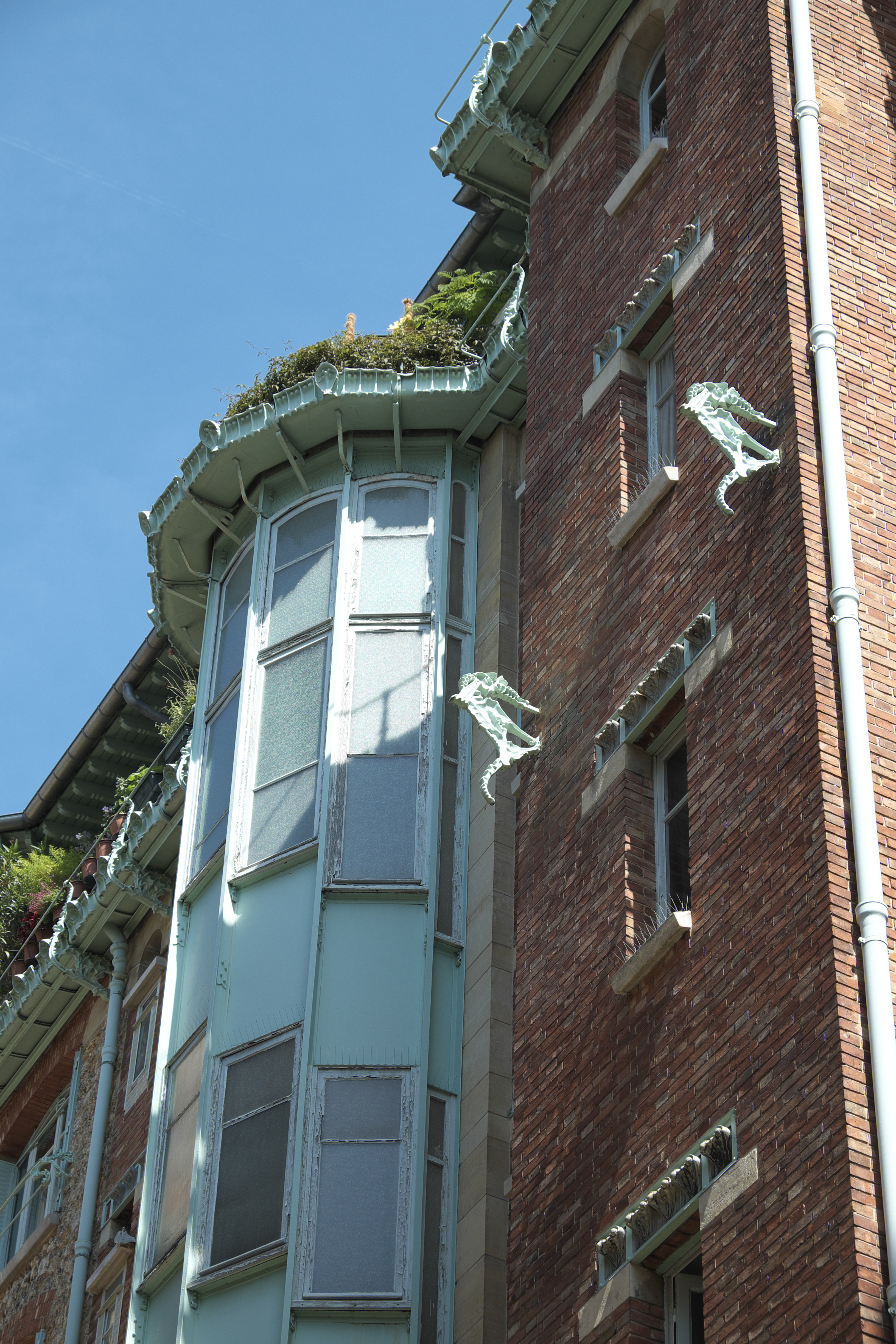
Escalier de service à l'arrière du premier bâtiment.

C'est aussi un précepte de Viollet-le-Duc que de varier les matériaux et les couleurs dans un triple souci économique, architectonique et esthétique, de façon qu'ils accompagnent les articulations des façades et qu'ils servent, avec les formes choisies, à la visibilité de l'architecture intérieure,,. Ici « par exemple, les salles à manger sont élargies par des bow-windows, les cabinets de toilette engendrent des encorbellements, les montées d'escaliers sont immédiatement repérables à la forme et à la disposition décalée des fenêtres » — du moins sur la cour, où Guimard a pu innover davantage, avec notamment la structure métallique de l'escalier de service en saillie. De même à l'intérieur, comme pour souligner les étapes de la construction, il a laissé visibles les poutrelles métalliques qui soutiennent les hourdis de bois — eux-mêmes dissimulés par du plâtre armé nommé fibrocortchoïna —, leur assignant un rôle décoratif,.
Pour finir, même si ces choix esthétiques ont pu être dictés avant tout par un souci d'économie et de rentabilité, le jeune architecte s'est attaché à optimiser l'espace, à y faire entrer la lumière, à favoriser l'aération. Ainsi n'y a-t-il pas d'ascenseur et l'escalier de service, proche de l'escalier principal, en est-il séparé par un mur en briques de verre,. Les appartements ne sont pas très grands (une soixantaine de mètres carrés divisés en trois ou quatre pièces) mais les longs couloirs en sont bannis au profit d'antichambres desservant les pièces, qui communiquent également entre elles ; certaines salles à manger voient leur mur de refend remplacé par des colonnettes en fonte ; les salles de bain sont ramenées à des cabinets de toilette et « la séquence cuisine-office-salle à manger — […] à l'époque la pièce de séjour principale des classes moyennes — est particulièrement bien conçue », selon les principes de Viollet-le-Duc dans L'Histoire d'une maison (1873).

### Émule de Horta
Hector Guimard élabore son langage décoratif en conférant une valeur hautement expressive à la ligne, à l'instar de Victor Horta mais d'une autre manière.

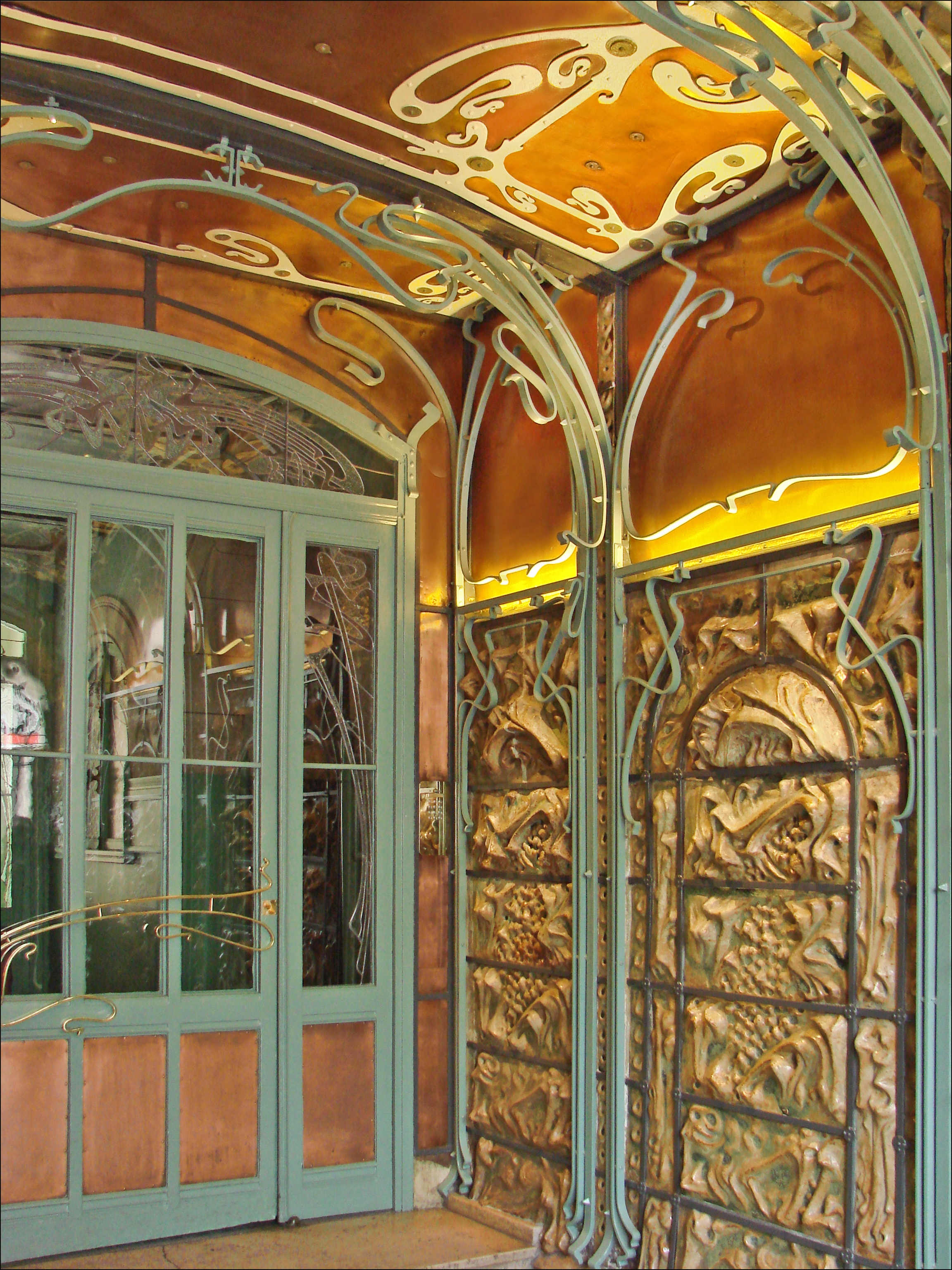
Vestibule du Castel Béranger.

Le peintre paysagiste Paul Signac poursuit ainsi sa description du Castel Béranger pour La Revue blanche : « Le vestibule n'a rien du banal vomitoire acajou en faux-marbre : les grès flammés de Bigot, le cuivre, la tôle découpée, la mosaïque de grès cérame, la fibrocortchoïna le revêtent somptueusement ; les escaliers n'ont pas la sournoise gravité de celui de Pot-Bouille : ils sont hardiment orangé, bleu ou vert, les murs recouverts de cordolova et d'étoffes aux arabesques dynamogéniques, les marches tendues de tapis aux entrelacs escaladeurs. Chaque appartement a son caractère particulier : le bourgeois, le travailleur, l'artiste, le smart y peuvent trouver ce qui leur convient. »
Guimard est en effet revenu de Bruxelles convaincu que « le décor naît de la nécessité de tenir compte des besoins concrets de l'occupant, en lui garantissant un milieu au design individuel ». Encore inspiré dans sa prime jeunesse par le style néogothique, il manifeste déjà dans ses dessins d'architecture, ses aquarelles et sa calligraphie une originalité qui se déploie après sa rencontre stimulante avec Horta.
L'architecte belge, refusant d'emprunter ses formes directement à la nature, aime à dire que ce qui l'intéresse dans la plante n'est pas la fleur ni la feuille mais la tige, qui va d'ailleurs devenir un symbole de l'Art nouveau. Guimard garde à l'esprit l'abondance de courbes dans la décoration de l'hôtel Tassel mais l'interprète de façon personnelle pour en obtenir surtout des effets de mouvement. Selon l'Allemande Gabriele Fahr-Becker, la tige n'est pas chez lui un ornement graphique comme chez Horta, ni un élément de dynamisme abstrait comme chez l'architecte belge Henry Van de Velde : tirée de la nature sans pour autant l'imiter, la tige — qui va peu à peu envahir ses dessins de grilles, balustrades, mosaïques, tapis, vitraux et meubles — lui sert à définir des espaces.
Jean-Michel Leniaud cite les piliers de la cour d'entrée, la porte et les vitraux de la cabine téléphonique, la fontaine de la cour intérieure, les ferronneries et les peintures comme éléments rappelant les lignes fluides de Horta mais en « moins lyrique et moins baroque ». L'oriel métallique à l'angle du deuxième étage serait encore « parfaitement hortesque », selon Georges Vigne, tandis que toute l'originalité de Guimard se manifesterait dans le portail du Castel, le graphisme des mosaïques au sol et des vitraux, celui des lambris réalisés en lincrusta-walton et des papiers peints destinés chacun à un type de pièce,.

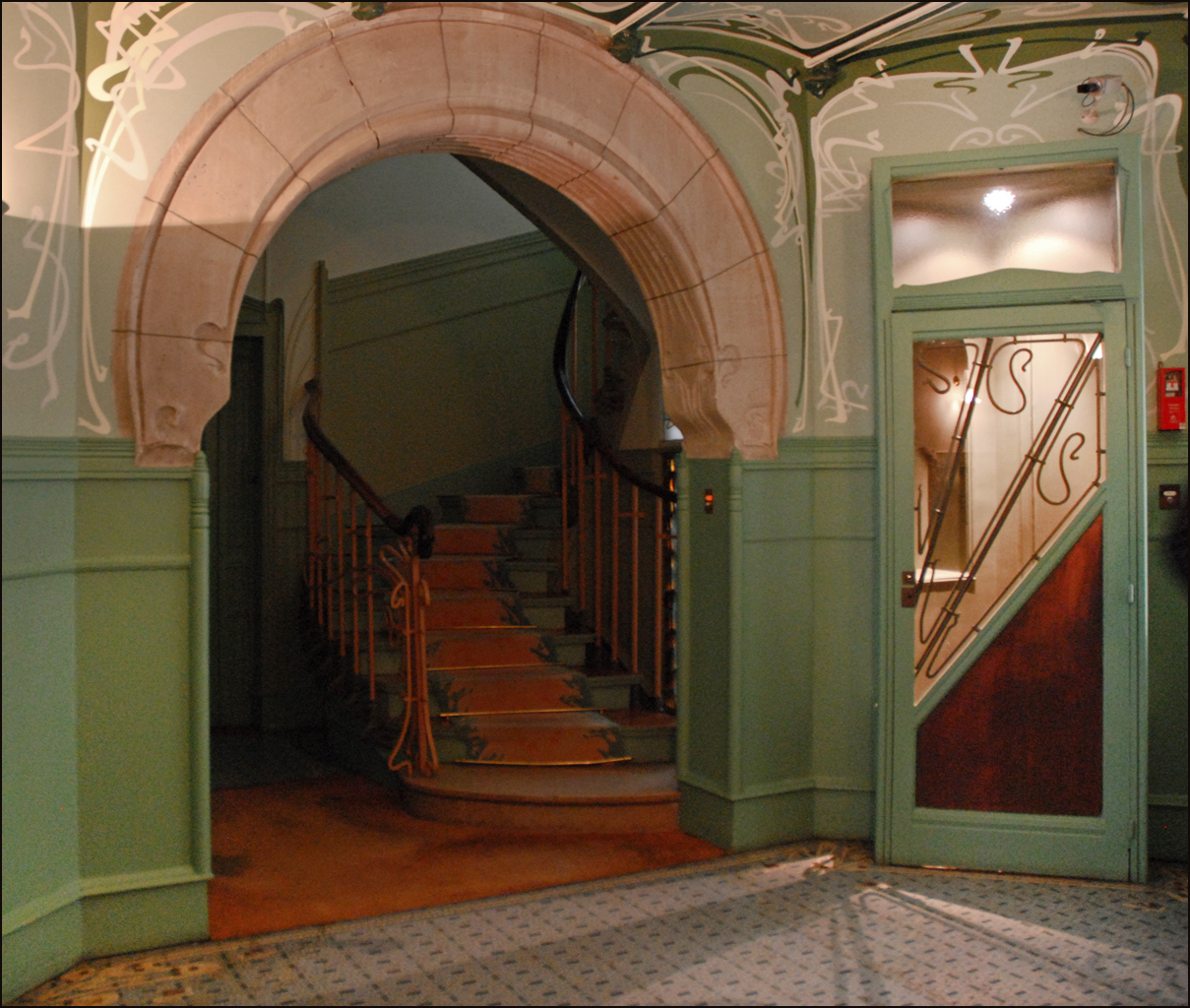
Décorations du hall principal.
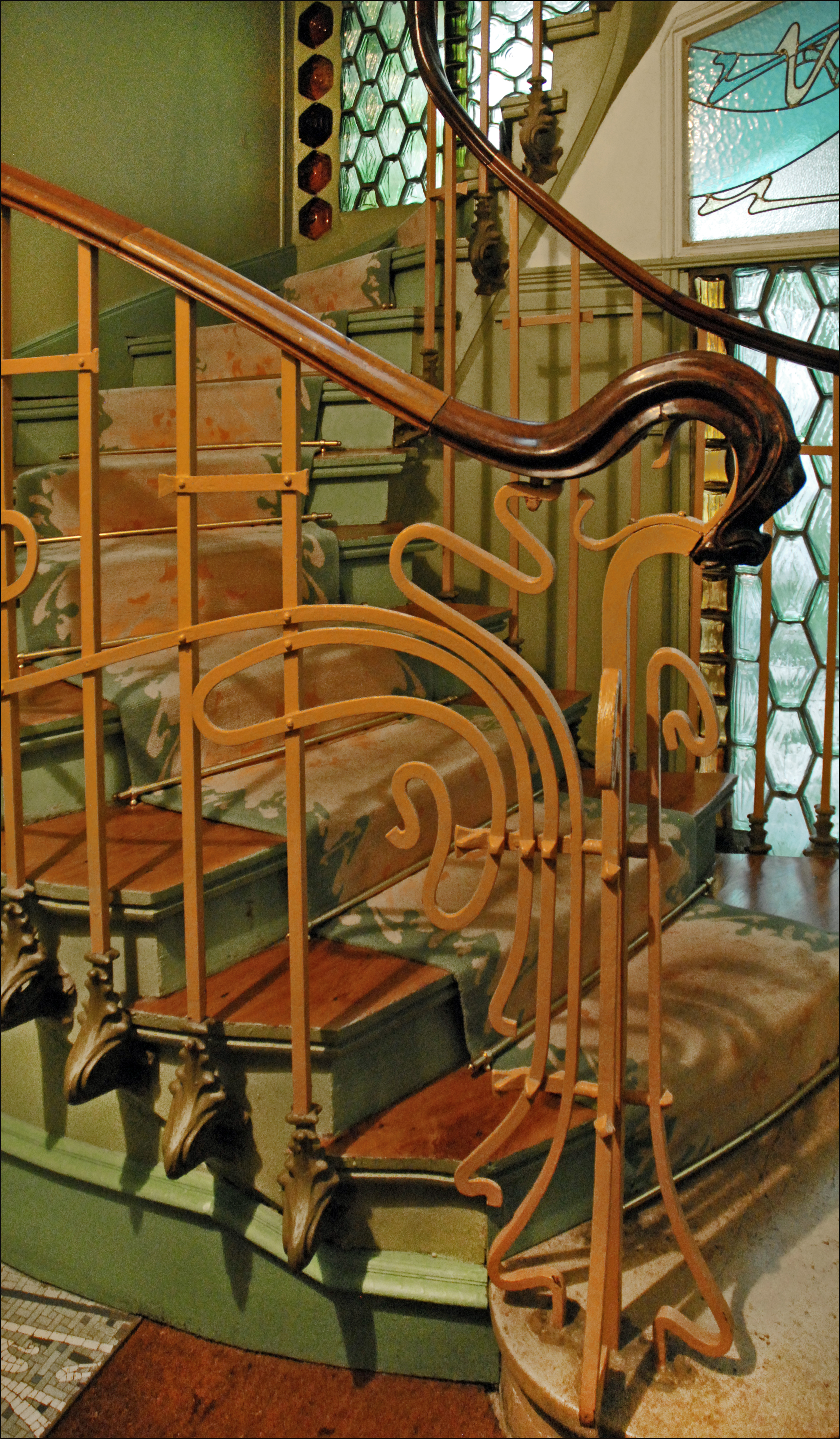
Rampe de l'escalier.
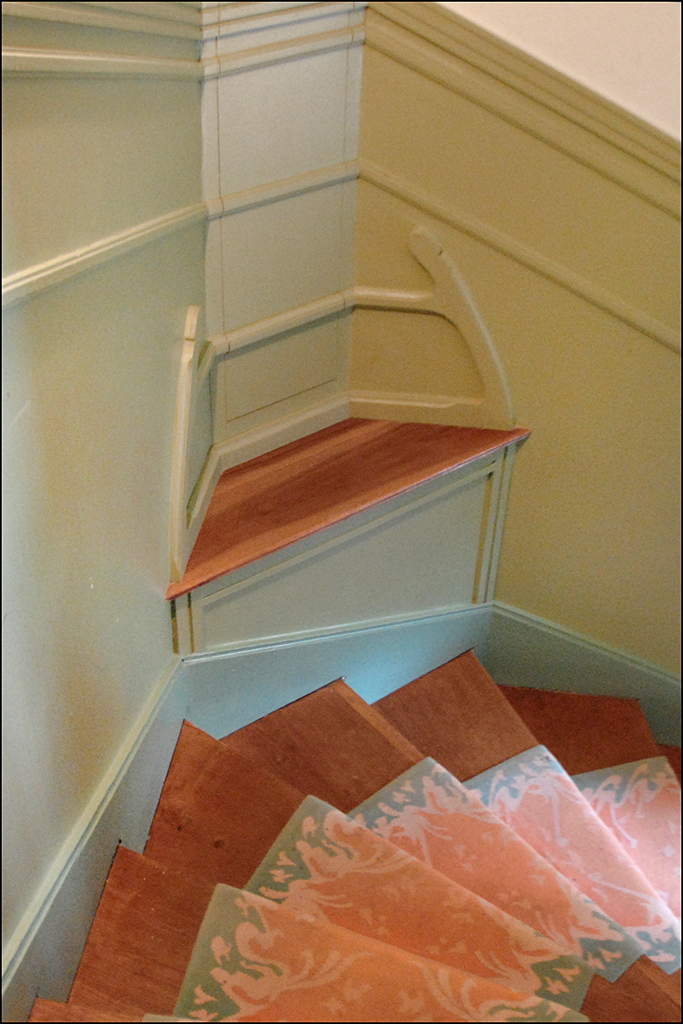
Tapis de l'escalier.
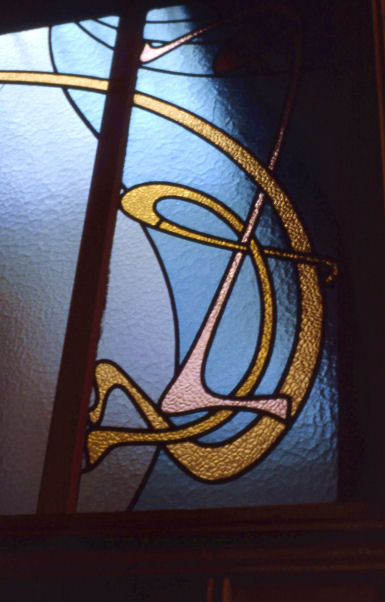
Détail d'un vitrail.

Selon Philippe Thiébaut, « la ligne de Guimard n'offre pas les sinuosités cycliques de celle de Horta. Au contraire, le Français maintient les tracés verticaux, donnant une impression de jaillissante vitalité, et les fait soudainement dévier, tout en les enveloppant et en les contrariant par un jeu de courbes plus ou moins longues, aboutissant ainsi à d'audacieuses ruptures d'équilibre » : dessinant des motifs volontiers abstraits, elle va devenir représentative de ce style « coup de fouet » qui caractérise l'Art nouveau notamment en France. Le Castel Béranger, où il éclot, donne en tout cas à Guimard l'« orgueilleuse conviction de s'être hissé […] au rang de premier architecte « moderne » de son temps ».

## D'hier à aujourd'hui
Devenu soudain célèbre sinon apprécié, Hector Guimard sait très bien orchestrer son auto-promotion. Plus de la moitié de ses constructions n'en sont pas moins détruites, ainsi que celles d'autres architectes de l'Art nouveau, de l'entre-deux-guerres à la fin des années 1960, la promotion immobilière profitant d'une désaffection vis-à-vis de ce style : le Castel Béranger doit attendre la dernière décennie du XXe siècle pour être classé et partiellement restauré.

### Accueil et promotion

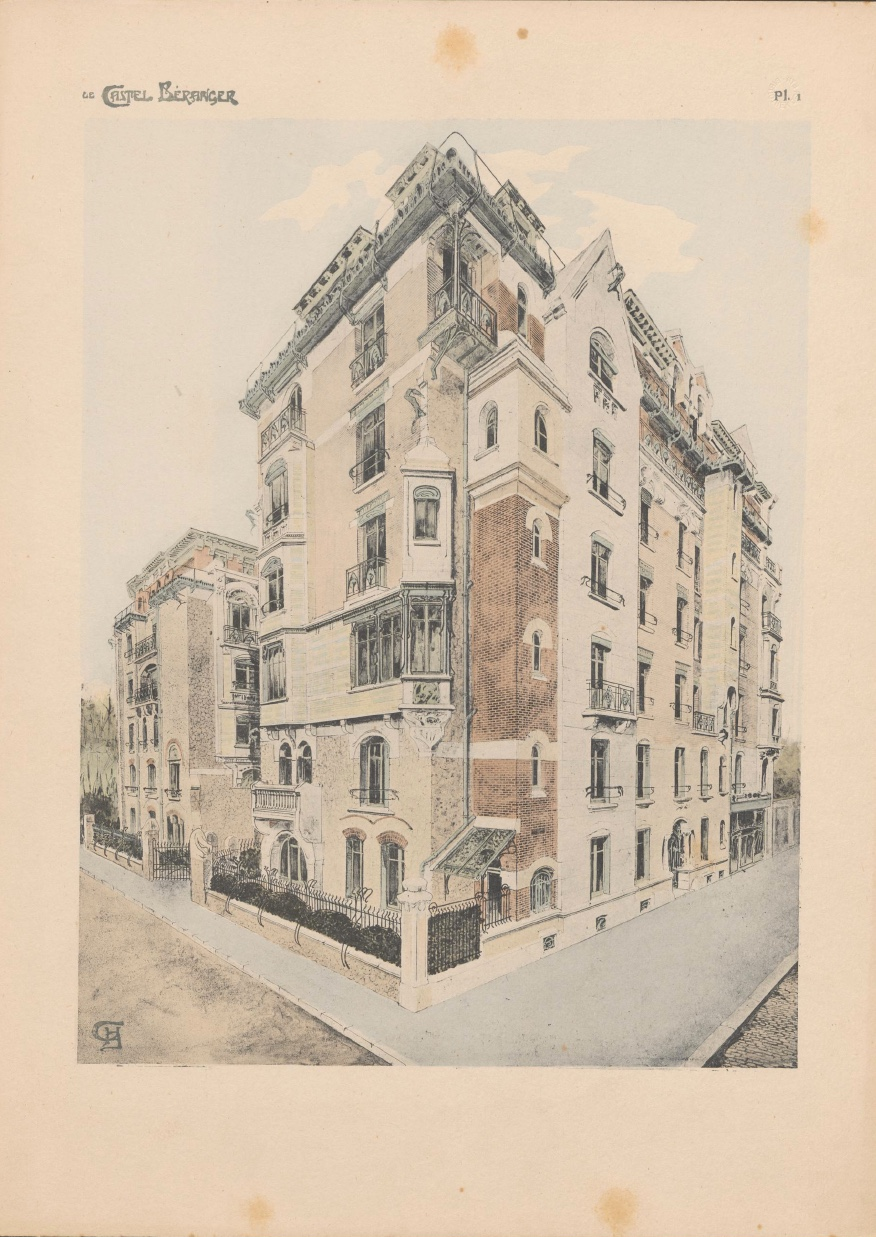
Album Castel Béranger, vue d'ensemble (planche 1).

Si le Castel Béranger ne fait pas l'unanimité auprès de ses contemporains, son concepteur en profite pour lancer autour de lui une formidable campagne publicitaire.

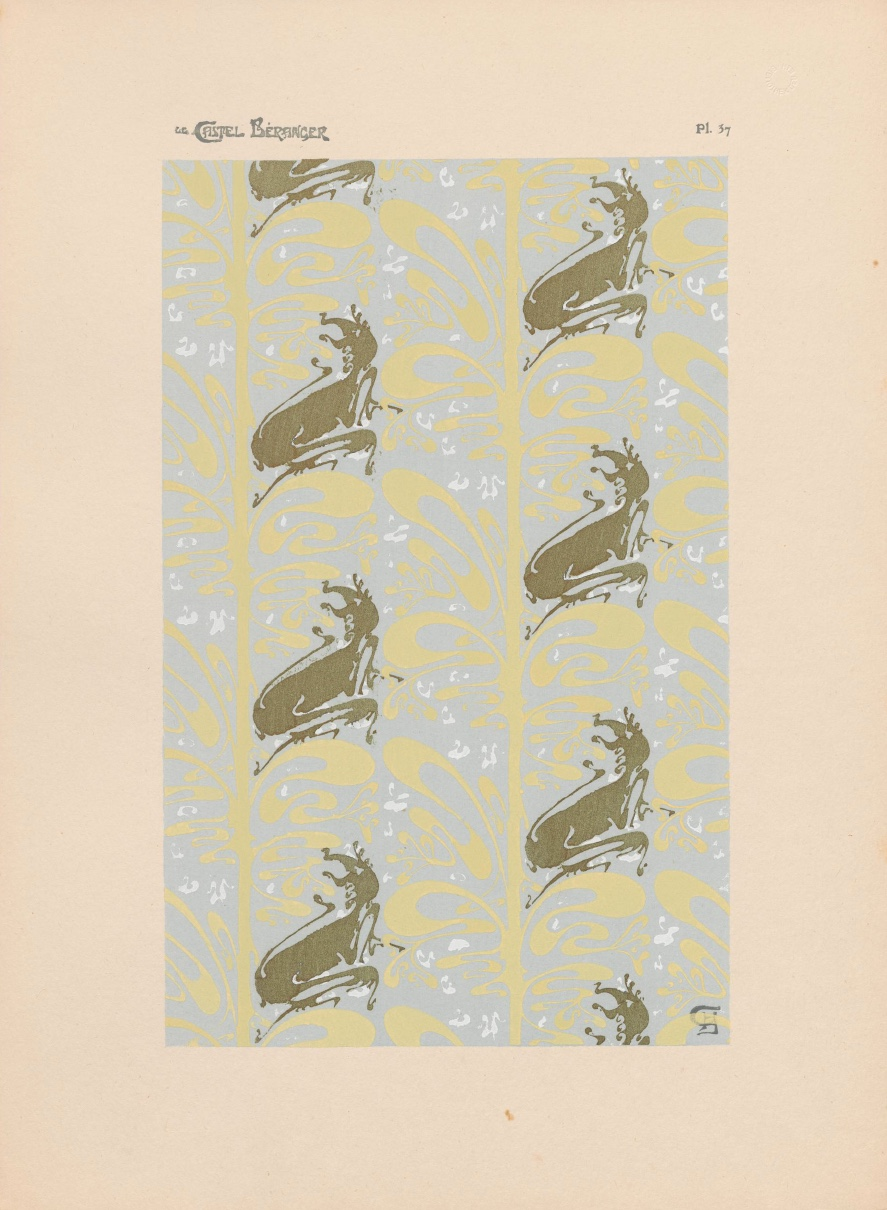
Album Castel Béranger, un des papiers peints (pl. 37).

L'édifice est critiqué par ceux qui dénient toute valeur esthétique aux créations de l'Art nouveau telles qu'en expose au même moment le collectionneur et marchand d'art Siegfried Bing dans sa galerie de la rue Chauchat. Il l'est aussi, d'après Jean-Michel Leniaud, par certains héritiers de Viollet-le-Duc qui, Anatole de Baudot en tête, estiment que Guimard s'exonère de toute réflexion rationaliste vraiment profonde sur l'emploi des matériaux et la fonction d'un bâtiment, trahissant par là l'esprit du maître et risquant de stériliser son propre talent.
D'autres critiques émanent d'une partie du public et de la presse : il est question de « Castel dérangé » et, tandis que l'hebdomadaire Le Rire en publie une caricature, le poète Jean Rameau ironise dans les colonnes du Gaulois du 3 avril 1899 sur ce que certains riverains ont surnommé « la Maison des Diables » et où « tout […] est de la même diablerie ». Certains résidents confient d'ailleurs à l'architecte leur malaise face par exemple aux ramages stylisés des papiers peints : « Je ne sais pas… C'est ce papier… Il me produit un drôle d'effet… »,. Paul Signac, emménageant dès le printemps 1897 dans un atelier situé au milieu du 6e étage, trouve qu'« il y a des choses ratées et de mauvais goût, des fautes et des erreurs [et que] c'est trop criard, trop clair, trop mirobolant »,.
Le peintre oublie toutefois en quelques mois ses réticences et les « zigzags » de Guimard pour ne plus être sensible qu'aux aspects pratiques de cette habitation moderne, où il aura bientôt pour voisin l'architecte-décorateur Tony Selmersheim,. L'architecte et critique d'art Frantz Jourdain prend ardemment la défense des audaces innovantes de son jeune confrère, tandis que le critique d'art Victor Champier fait un long éloge de l'édifice dans le numéro de janvier 1899 de sa Revue des arts décoratifs. Le Castel Béranger, simple immeuble de rapport, devient « du jour au lendemain un phénomène architectural qu'on se devait d'aller admirer », d'autant que son créateur lui a donné une publicité qui irrite même certains de ses amis.
Dès 1896, il autorise l'architecte Louis-Charles Boileau à consacrer un article au Castel, tout en gardant le contrôle des images et cartes postales. En 1898, il prépare un luxueux album qui paraît en novembre chez Rouam & Cie sous le titre L'Art dans l'habitation moderne, le Castel Béranger, œuvre de Hector Guimard : 65 planches de dessins, photographies et aquarelles de sa main, reproduits en couleurs par héliogravure,, présentent l'extérieur du Castel, quantité de détails décoratifs des intérieurs, plus quelques modèles de meubles qui ne s'y trouvent pas mais complètent cette opération promotionnelle,.

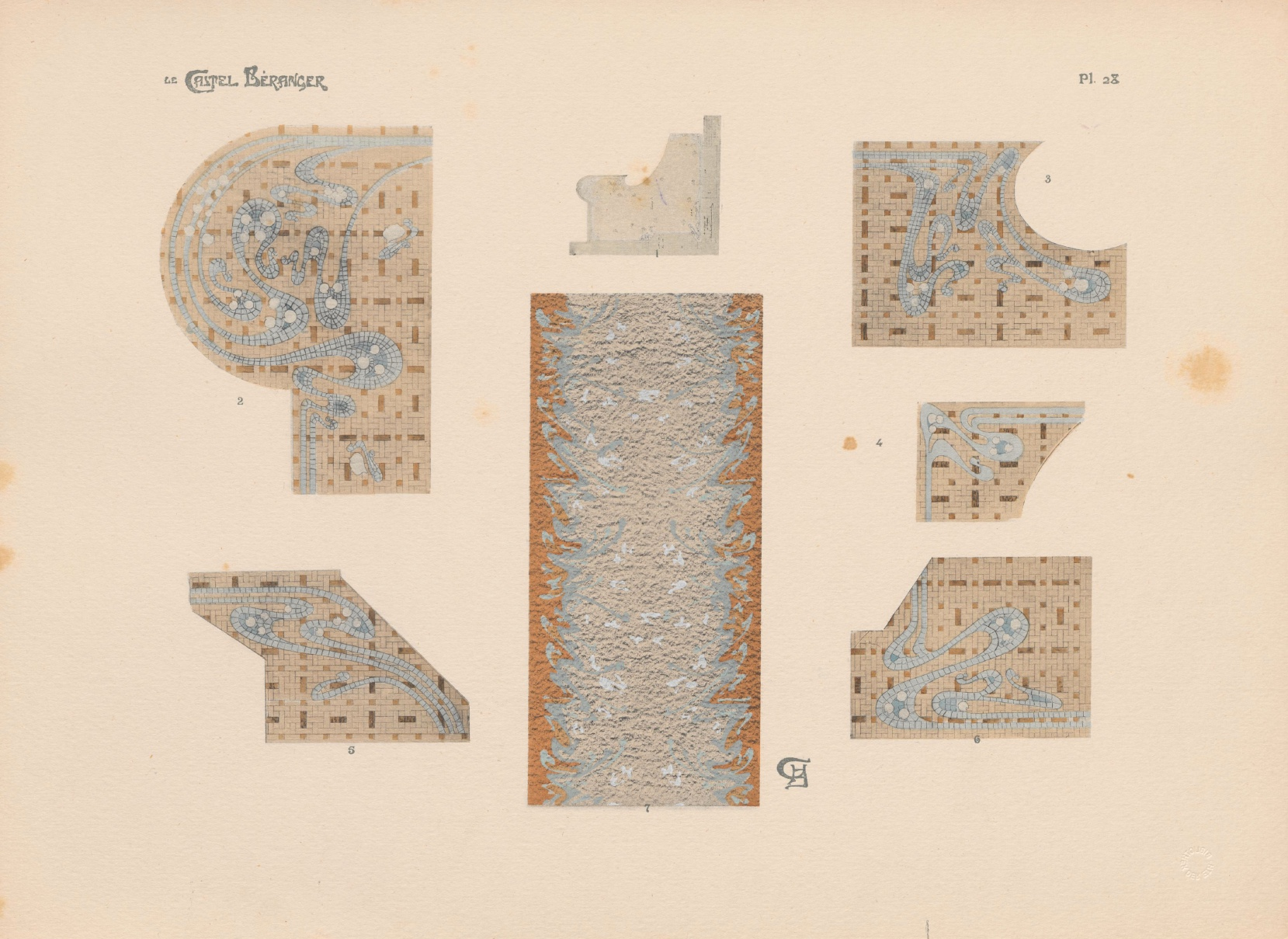
Motifs d'un tapis d'escalier et de mosaïques au sol (pl. 28).
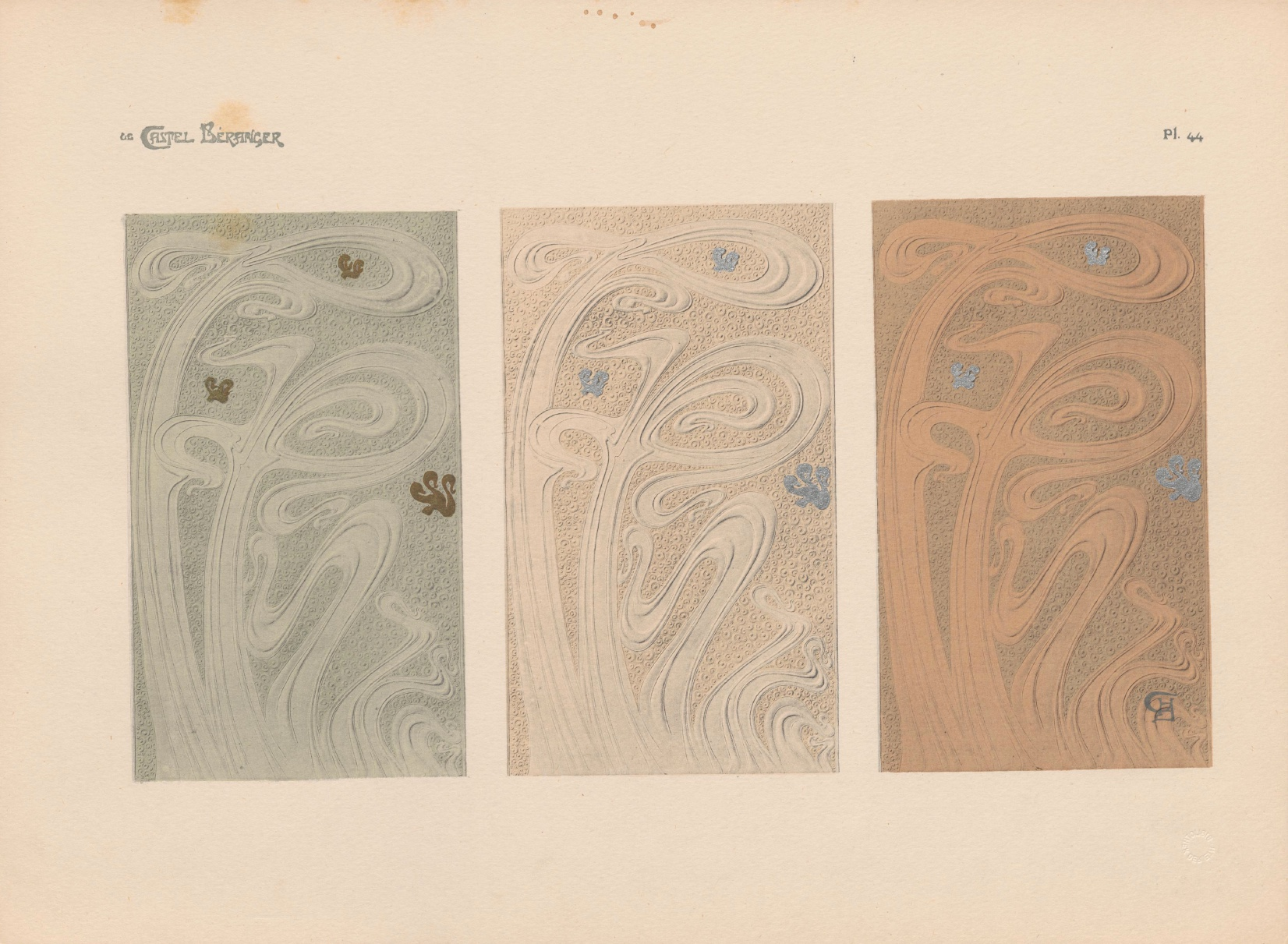
Motifs de lambris en lincrusta-walton (pl. 44).
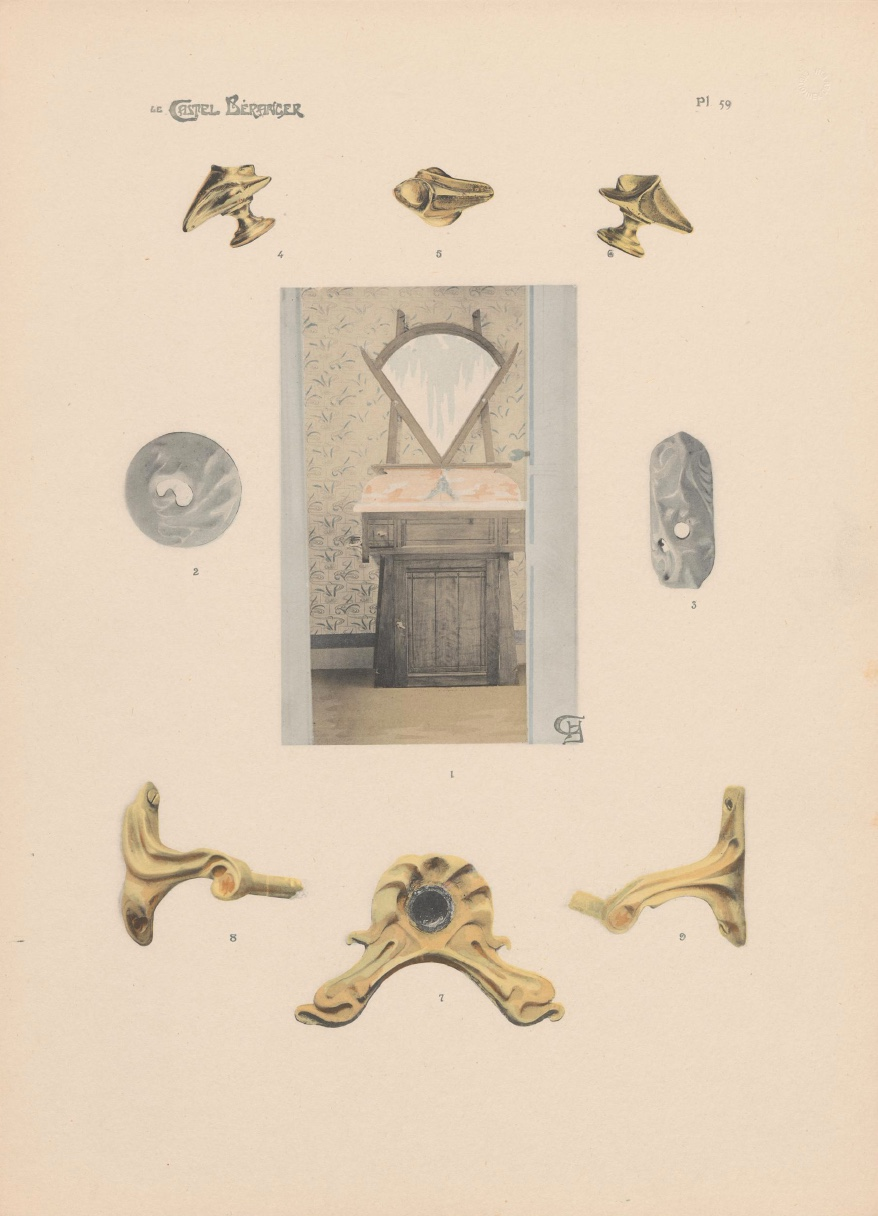
Accessoires et meuble de toilette (pl. 59).
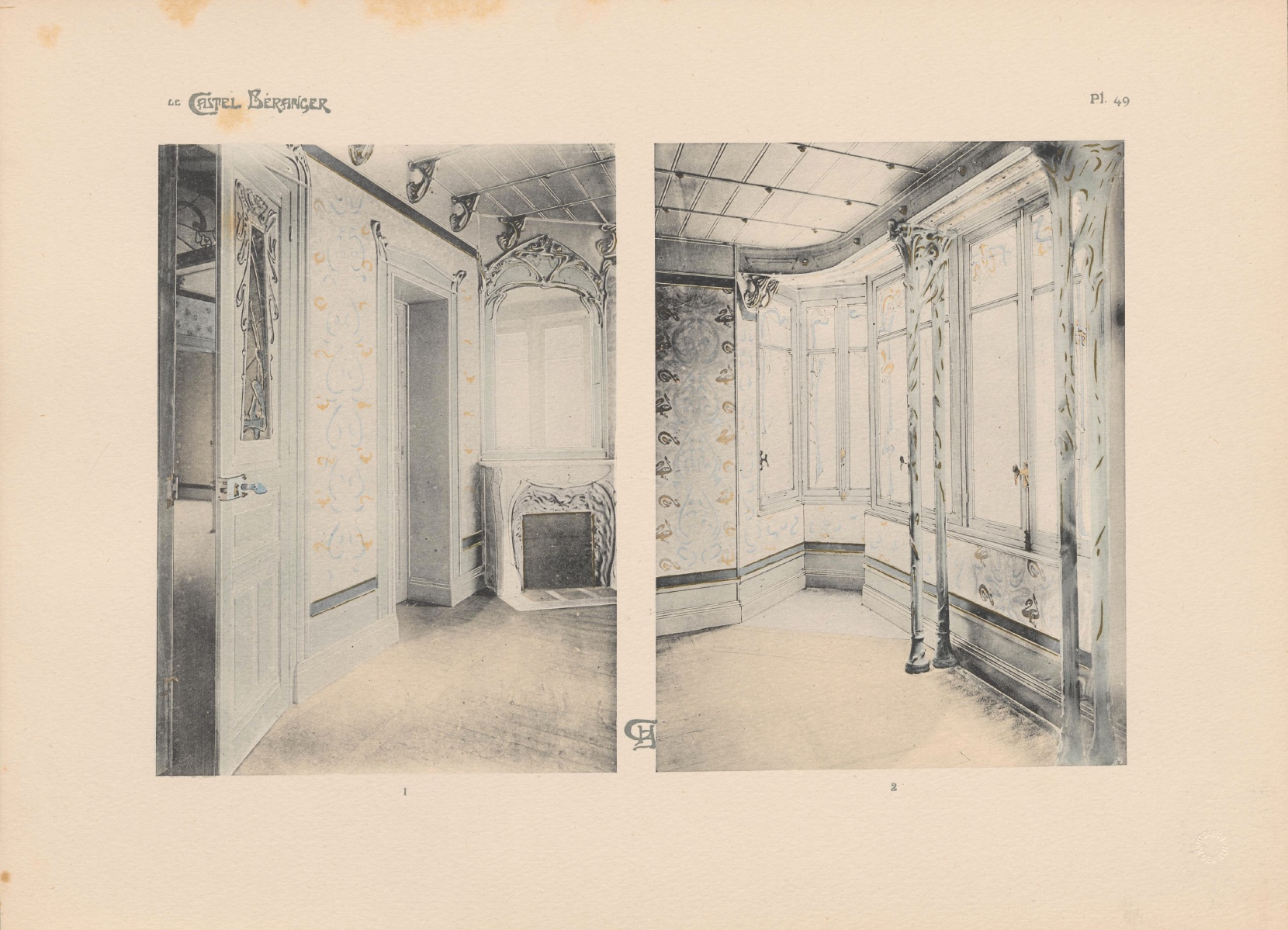
Deux pièces (pl. 49).

En mars 1899 est prévue en outre dans les salons du Figaro une exposition monographique avec deux conférences de l'architecte-décorateur — qui sur les cartons d'invitation vante le « style nouveau » du bâtiment : il s'arrange pour en repousser l'inauguration au 4 avril, de façon à pouvoir faire valoir son succès au premier concours de façades de la ville de Paris, qu'il fait graver à gauche du portail principal du Castel,,. L'expérience conforte Guimard dans l'idée qu'il doit user de tout un éventail publicitaire s'il veut promouvoir son œuvre et sa conception de la modernité.

### Réhabilitations
Après un demi-siècle de désintérêt et de destructions, la redécouverte des chefs-d'œuvre subsistants d'Hector Guimard conduit à réévaluer l'importance du Castel Béranger.
« De façon assez significative, fait remarquer Georges Vigne, les études sur l'architecture parisienne du XIXe siècle s'achèvent presque toutes avec le Castel Béranger […]. Pareillement, les ouvrages consacrés à l'architecture du XXe siècle s'ouvrent le plus souvent avec cet édifice. » Avec cette réalisation serait bel et bien née une esthétique nouvelle, à partir de quoi son concepteur, perfectionnant son écriture personnelle jusqu'à la Première Guerre mondiale, a eu tendance à considérer le « style Guimard » comme seul synonyme de modernité,. Certains détails tels les ferronneries inspirent de fait d'autres créateurs pour des immeubles locatifs parisiens et Guimard devient un « architecte d'art » — selon son propre mot — très demandé, et qui va, jusqu'à la Première Guerre mondiale, édifier nombre d'hôtels particuliers et de villas dans et hors de la capitale, sans compter la commande des entrées et édicules du métro de Paris.

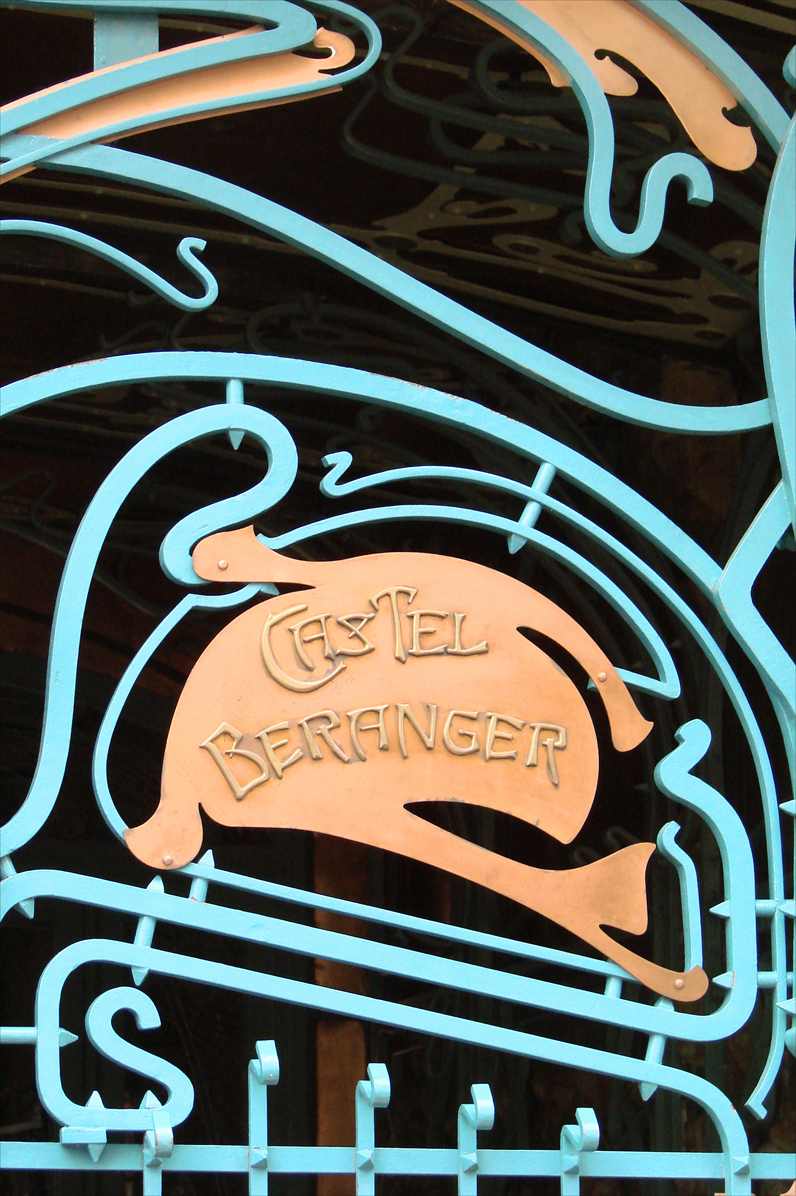
Plaque de cuivre du portail principal.

À compter des années 1920, ce que ses détracteurs appellent le « style nouille » tombant peu à peu en discrédit, l'architecte évolue dans ses projets et réalisations, jusqu'à abandonner pour un appartement plus « moderne » l'hôtel particulier qu'il s'était fait bâtir avenue Mozart entre 1909 et 1912. La pression immobilière fait le reste : les bâtiments Art nouveau sont massivement détruits dans la capitale et une grande partie de l'œuvre de l'architecte disparaît, dès les années 1930 malgré les efforts de son ancien condisciple à l'École des Beaux-Arts de Paris Auguste Bluysen, après-guerre en dépit de ceux de sa veuve, Adeline Guimard, rentrée des États-Unis en 1948 avec la volonté de perpétuer le souvenir de son mari, et jusqu'à la fin des années 1960 (villas privées, édicules du métro),.
Au même moment pourtant renaît en France l'intérêt pour l'Art nouveau. Alors ministre d'État chargé des Affaires culturelles, André Malraux obtient l'inscription du Castel Béranger sur l'Inventaire supplémentaire des monuments historiques le 5 juillet 1965, et un arrêté du 6 août 1975 précise qu'il est à protéger au titre de manifeste de l'Art nouveau. L'immeuble est classé monument historique le 31 juillet 1992.
Transformé en copropriété en 1998, l'ensemble du Castel Béranger est réhabilité et restauré entre 1999 et 2001. Une autre campagne de restauration est engagée en 2009-2010 : la consultation du fonds Guimard conservé au Musée d'Orsay permet alors notamment de reconstituer une partie de l'ancien atelier de Guimard, de restituer les décors du hall d'entrée, et de rétablir, sinon la lanterne de la cour ou le robinet de la fontaine, la fameuse plaque de cuivre qui avait disparu du portail d'entrée de la rue Jean-de-La-Fontaine.
En juillet 2017, pour le 150e anniversaire de la naissance de l'architecte, se tient une exposition à la mairie du 16e arrondissement de Paris en vue de laquelle l'association Le Cercle de Guimard fait réaliser une maquette du Castel Béranger et rééditer par l'Atelier d'Offard, selon la technique initiale d'impression à la planche, certains papiers peints,.